# دونالد ترامپ
دونالد جان ترامپ (انگلیسی: Donald John Trump؛ زادهٔ ۱۴ ژوئن ۱۹۴۶) سیاستمدار، فعال رسانه‌ای و تاجر آمریکایی است که از سال ۲۰۲۵ به عنوان چهل و هفتمین رئیس‌جمهور ایالات متحده فعالیت می‌کند. او عضو حزب جمهوری‌خواه است و پیش از این از سال ۲۰۱۷ تا ۲۰۲۱، چهل و پنجمین رئیس‌جمهور این کشور بود.
ترامپ در شهر نیویورک و در خانواده‌ای ثروتمند متولد شد و در سال ۱۹۶۸ با مدرک کارشناسی در رشته اقتصاد از دانشگاه پنسیلوانیا فارغ‌التحصیل گردید. او در سال ۱۹۷۱ ریاست کسب‌وکار املاک خانواده‌اش را بر عهده گرفت، نام آن را به سازمان ترامپ تغییر داد و شروع به خرید و ساخت آسمان‌خراش‌ها، هتل‌ها، کازینوها و زمین‌های گلف کرد. پس از شش ورشکستگی تجاری در دهه‌های ۱۹۹۰ و ۲۰۰۰، او به پروژه‌های جانبی روی آورد. از سال ۲۰۰۴ تا ۲۰۱۵، مجری برنامه تلویزیونی واقع‌نمای کارآموز (The Apprentice) بود. ترامپ که شخصیتی غیرسیاسی محسوب می‌شد، در انتخابات ریاست‌جمهوری سال ۲۰۱۶ در مقابل هیلاری کلینتون، نامزد دموکرات، به پیروزی رسید.
ترامپ در دوره نخست ریاست‌جمهوری قانون ممنوعیت سفر برای شهروندان شش کشور با اکثریت مسلمان را اعمال کرد، دیوار مرزی ایالات متحده و مکزیک را گسترش داد و سیاست جداسازی خانواده‌ها را اجرا کرد. او مقررات زیست‌محیطی و تجاری را کاهش داد، قانون کاهش مالیات و ایجاد شغل سال ۲۰۱۷ را امضا کرد و سه قاضی به دیوان عالی کشور منصوب کرد. در زمینهٔ سیاست خارجی، ترامپ ایالات متحده را از توافق‌نامه‌های مربوط به تغییرات آب‌وهوا، تجارت و برنامه هسته‌ای ایران خارج کرد، جنگ تجاری با چین را آغاز کرد و با رهبر کره شمالی، کیم جونگ اون، دیدار کرد اما به توافقی در مورد خلع سلاح هسته‌ای نرسید. در پاسخ به همه‌گیری کووید-۱۹، او شدت این بیماری را کم‌اهمیت جلوه داد، با توصیه‌های مقامات بهداشتی مخالفت کرد و قانون کمک، تسکین و امنیت اقتصادی کروناویروس را امضا کرد. ترامپ در سال ۲۰۱۹ به‌دلیل سوء استفاده از قدرت و ممانعت از کار کنگره و در سال ۲۰۲۱ به‌دلیل تحریک به شورش، استیضاح شد؛ اما سناتورها در هر دو مورد او را تبرئه کردند.
پس از شکست در انتخابات ریاست‌جمهوری ۲۰۲۰ در مقابل جو بایدن، ترامپ تلاش کرد نتیجه انتخابات را تغییر دهد، که اوج آن در حمله ۶ ژانویه به ساختمان کنگره بود. در سال ۲۰۲۳، ترامپ در پرونده‌های مدنی به‌دلیل سوء استفاده جنسی، افترا و تقلب در کسب‌وکار مسئول شناخته شد. در سال ۲۰۲۴، او به جرم جعل سوابق تجاری مجرم شناخته شد و به این ترتیب اولین رئیس‌جمهور ایالات متحده شد که به جرم تبه‌کاری محکوم می‌شود. ترامپ از یک سوء قصد جان سالم به در برد و در ادامه در سال ۲۰۲۴، در انتخابات ریاست‌جمهوری مقابل کامالا هریس پیروز شد.
ترامپ دومین دوره ریاست‌جمهوری‌اش با عفو حدود ۱٬۵۰۰ نفر از کسانی که در شورش ۶ ژانویه شرکت داشتند، شروع کرد و همزمان اخراج گسترده کارکنان دولت فدرال را کلید زد. او تعرفه‌های سنگینی روی تقریباً همه کشورها، به‌ویژه چین، کانادا و مکزیک، وضع کرد. اقدامات دولتش، مثل تهدید مخالفان سیاسی و گروه‌های مدنی، اخراج مهاجران و استفاده گسترده از دستورهای اجرایی، باعث شده بیش از ۳۰۰ شکایت علیه قانونی بودن این اقدامات مطرح شود. پرونده‌های مهم نشان‌دهنده دیدگاه گسترده او دربارهٔ قدرت اجرایی مطلق است که تنش‌های جدی با دادگاه‌های فدرال ایجاد کرده است.
ترامپ چهره اصلی جنبش ترامپیسم است و جناح او در حزب جمهوری‌خواه غالب است. بسیاری از بیانات و اقدامات او نژادپرستانه یا زن‌ستیزانه توصیف شده‌اند و او به شکلی بی‌سابقه در سیاست آمریکا، اظهارات نادرست و گمراه‌کننده بیان کرده و تئوری‌های توطئه را ترویج داده است. اقدامات او، به‌ویژه در دوره دوم ریاست‌جمهوری‌اش، اقتدارگرایانه توصیف شده و در عقب‌گرد دموکراسی نقش داشته است. پس از دوره نخست ریاست‌جمهوری‌اش، پژوهشگران و تاریخ‌دانان او را یکی از بدترین رؤسای جمهور در تاریخ آمریکا رتبه‌بندی کرده‌اند.

## زندگی شخصی

### اوایل زندگی
دونالد جان ترامپ در ۱۴ ژوئن ۱۹۴۶ در بخش کویینز در نیویورک به دنیا آمد. او فرزند چهارم از پنج فرزند مری ان و فرد ترامپ است که در سال ۱۹۳۶ ازدواج کردند. خواهر او مرین ترامپ بری، قاضی فدرال ایالات متحده در وضعیت ارشدیت در دادگاه استیناف حوزه سوم ایالات متحده آمریکا است.
مادر ترامپ مهاجری اسکاتلندی بود، که در جزیره لوئیس در ساحل غربی اسکاتلند متولد شده بود.

### نیاکان
پدربزرگ و مادر بزرگ پدری ترامپ از مهاجرین آلمانی به آمریکا بودند؛ پدر بزرگ او، فریدریش درومپف، رستوران داری موفق در دوره تب طلای کلوندایک بود که نام خود را انگلیسی سازی کرده بود. ترامپ در کتاب ترامپ: هنر معامله خود که در ۱۹۸۷ منتشر شده، به اشتباه ادعا کرد فریدریش درومپف از تبار سوئدی بوده، حرفی که فرد ترامپ پیشتر سال‌ها زده بود. ترامپ بعداً پذیرفت که تبار آلمانی دارد و در رژه آلمانی آمریکایی اشتویبن در ۱۹۹۹ در نیویورک به عنوان گرند مارشال فعالیت کرد.

### تحصیلات

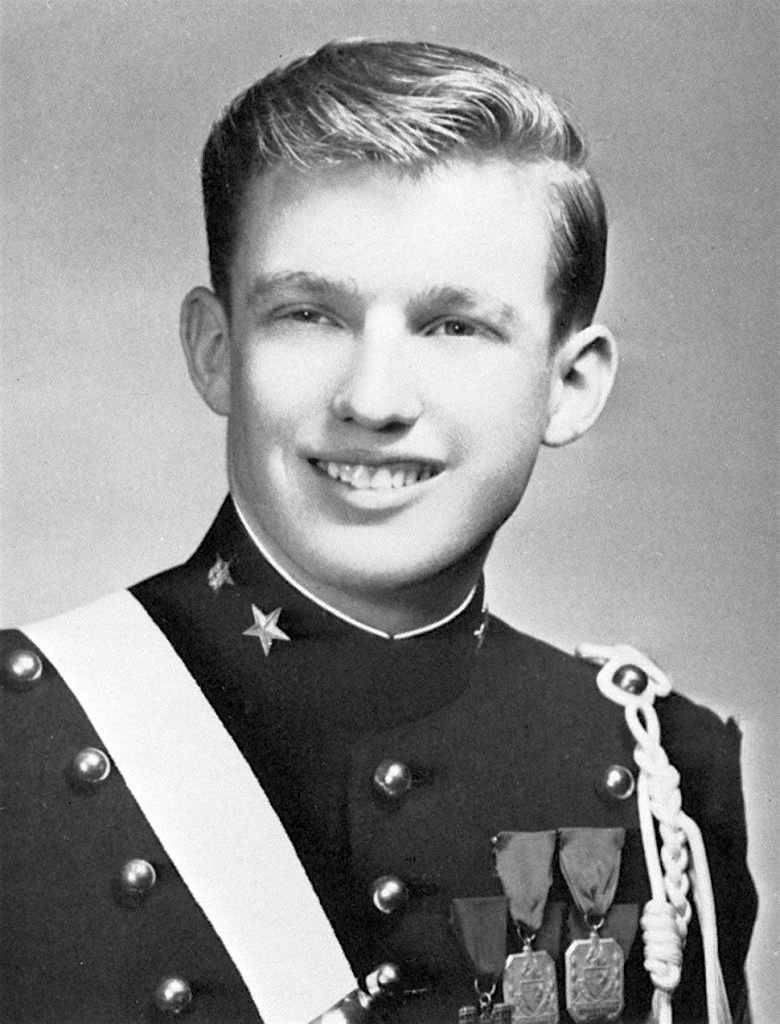
دونالد ترامپ جوان در سال ۱۹۶۴ در یونیفورم آکادمی نظامی نیویورک

ترامپ دو سال در دانشگاه فوردهام در برانکس تحصیل کرد و سپس به مدرسه وارتون دانشگاه پنسیلوانیا، منتقل شد زیرا وارتون دارای یکی از تنها دانشکده‌های مطالعات املاک در دانشگاه‌های آمریکا بود. او در سال ۱۹۶۸ با مدرک کارشناسی در اقتصاد فارغ‌التحصیل شد.
ترامپ دارای شرایط شرکت در بخت‌آزمایی فراخوانی به خدمت سربازی هنگام جنگ ویتنام بود. در سال ۲۰۱۱ او گفت «من خوش شانس بودم زیرا شمارهٔ سربازی خیلی بالایی داشتم.» اسناد خدمت گزینشی به دست آمده توسط سایت ده اسموکینگ گان از دفتر ملی بایگانی و مدارک آمریکا نشان می‌دهند که گرچه ترامپ در سال ۱۹۶۹ نهایتاً شمارهٔ بخت آزمایی خدمت گزینشی بالایی داشته، پیش از آن او به دلیل چهار معافیت تحصیلی حین تحصیل در دانشگاه، و پس از آن به دلیل یک معافیت پزشکی که پس از فراغت از تحصیل در ۱۹۶۸ آن را اخذ کرد، پیش از ایجاد بخت آزمایی، به خدمت فراخوانده نشده بود. کمی پیش از معافیت تحصیلی او در سال ۱۹۶۸، یک هیئت محلی یک آزمون پزشکی ارتش در سال ۱۹۶۶ ترامپ را مناسب خدمت تشخیص داده بود. بنا به گفته یک زندگی‌نامه نویس، ترامپ معافیت پزشکی خود را به «خار پاشنه» در هر دوی پایش منتسب دانسته است، ولی حین مبارزات انتخاباتی در آیووا گفت که در یکی از پاهایش خار پاشنه داشته، ولی یادش نمی‌آید کدامیک بوده.

### خانواده

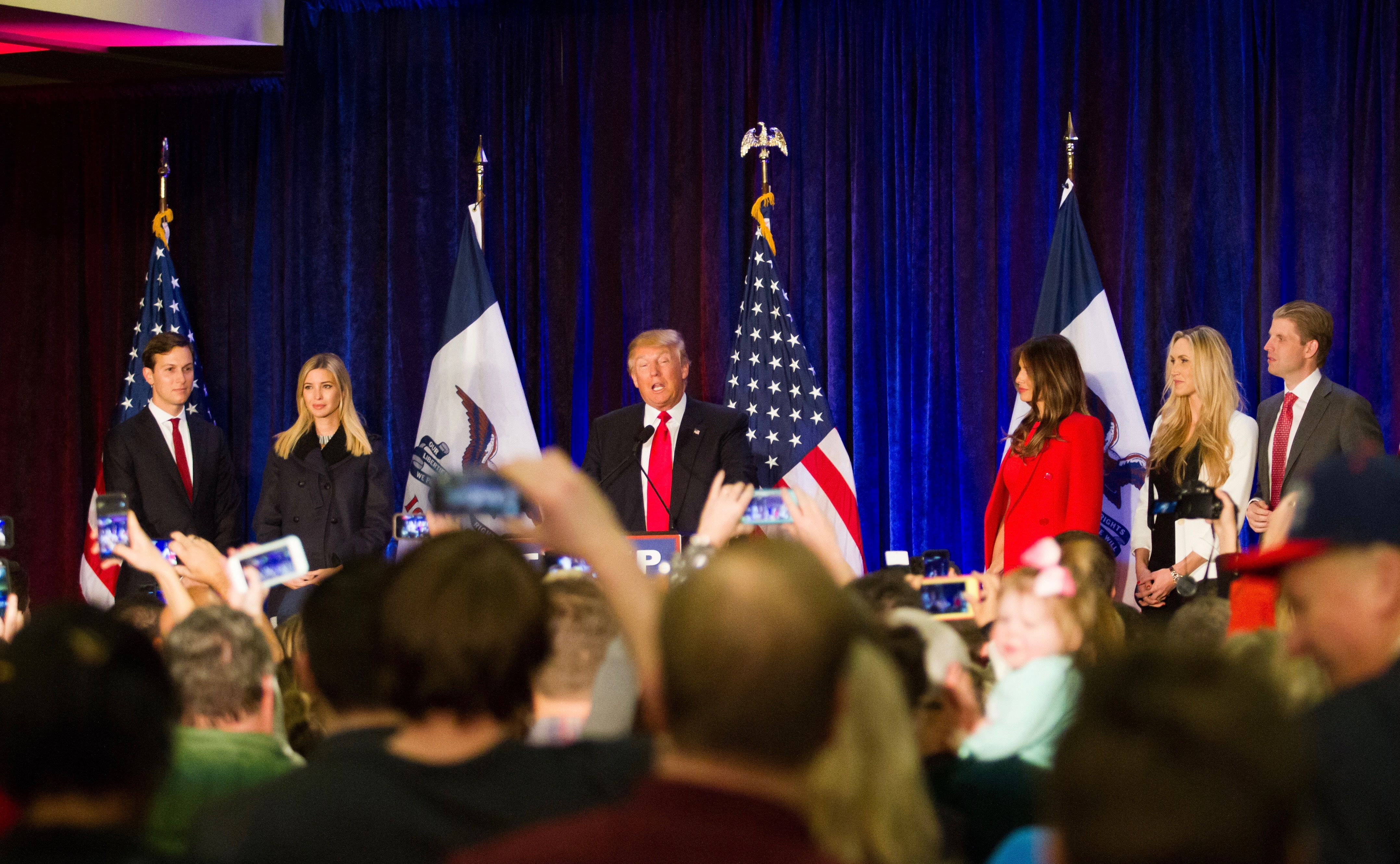
در یک سخنرانی انتخاباتی از چپ: داماد جرد کوشنر، دختر ایوانکا ترامپ، ترامپ، همسرش ملانیا ترامپ، عروسش لارا، و پسرش
اریک ترامپ

ترامپ در سال ۱۹۷۷، با مانکن اهل جمهوری چک ایوانا ترامپ، در نیویورک ازدواج کرد. این دو با هم سه فرزند دارند: دونالد جونیر، ایوانکا ترامپ و اریک. ایوانا در سال ۱۹۸۸ تابعیت آمریکا را در حالی که ترامپ در کنارش بود، کسب کرد. این زوج در سال ۱۹۹۱ طلاق گرفتند. ترامپ در سال ۱۹۹۳ دو ماه پس از تولد دخترش به نام تیفانی با هنرپیشه‌ای به نام مارلا میپل، با او ازدواج کرد. آن‌ها در سال ۱۹۹۹ طلاق گرفتند.
ترامپ در سال ۱۹۹۸، با ملانیا کناوس مانکن مد اهل اسلوونی دیدار کرد. آن‌ها در سال ۲۰۰۵ در پالم بیچ، فلوریدا، ازدواج کردند.
ملانیا در سال ۲۰۰۶ تابعیت آمریکا را دریافت کرد. در همان سال او بارون پنجمین فرزند ترامپ را به دنیا آورد. در سال ۲۰۱۱ ملانیا گفت که پسرش به هر دو زبان انگلیسی و اسلوونیایی مسلط است.
ترامپ نه نوه دارد.

### علایق شخصی
دونالد ترامپ به ورزش گلف علاقه‌مند است و آن را به خوبی بازی می‌کند. او به صرف استیک به‌طور کاملاً پخته علاقه دارد. ترامپ پس از مشاهده الکلیسم و سپس مرگ برادر بزرگترش (فرد ترامپ) از نوشیدن مشروبات الکلی اجتناب می‌کند.

### ابتلا به بیماری کرونا
در تاریخ ۲ اکتبر ۲۰۲۰، ترامپ اعلام کرد که آزمایش کروناویروس سندرم حاد تنفسی ۲ او و بانوی اول ملانیا ترامپ مثبت بوده و بلافاصله قرنطینه می‌شوند.
به گفته صدای آمریکا، ترامپ در بیمارستان والتر رید بستری شد و اعضای تیم پزشکی او تأکید کردند که حال عمومی او خوب است و هیچ‌گونه تنگی نفس یا مشکلات کبدی یا کلیوی ندارد.

### ماجرای چک‌های ۱۳ سنتی
در سال ۱۹۹۰، مجله اسپای آزمایشی را در مورد "میزان خساست و طمع" انجام داد. هدف آن این بود که بفهمند ناخن‌خشک‌ترین میلیاردر کیست؟ یا به عبارت دیگر، "ثروتمندان چقدر طمع‌کار هستند؟" برای تعیین این موضوع، آنها برای افراد ثروتمند مختلف، هر کدام یک چک به قیمت ۱۳ سنت فرستادند و سپس منتظر ماندند تا ببینند چه کسی واقعاً چنین چک کوچکی را نقد می‌کند. دو نفر این کار را کردند: دونالد ترامپ و عدنان خاشقجی، تاجر اسلحه اهل عربستان. آنها مطمئن شدند که چک‌ها را به آدرس خانه افراد ثروتمند ارسال می‌کنند و نه به حسابداران آن‌ها. به‌طوری که گیرنده باید اقدامی برای نقد کردن چک انجام دهد.

## سوابق کاری
ترامپ به گفته خودش پس از تحصیل و فراغت از دانشگاه ثروتی برابر ۲۰۰٬۰۰۰ دلار آمریکا داشت. او حرفهٔ خود را در شرکت املاک پدرش، الیزابت ترامپ و پسر،
که بر مسکن اجاری طبقهٔ متوسط در بخش‌های بروکلین، نیویورک، کویینز و استیتن آیلند نیویورک متمرکز بود آغاز کرد. یکی از نخستین پروژه‌های ترامپ در تحصیلات دورهٔ کارشناسی‌اش، احیای مجموعهٔ آپارتمانی مصادره شدهٔ سوییفتن ویلج در سینسینتی، اوهایو، اهایو، بود که پدرش در سال ۱۹۶۲ به قیمت ۵٫۷ میلیون دلار خریداری کرده بود. فِرد و دونالد ترامپ درگیر پروژه شدند و با یک سرمایه‌گذاری ۵۰۰ هزار دلاری، نرخ سکونت این مجتمع ۱۲۰۰ واحدی را از ۳۴٪ به ۱۰۰٪ رساندند. ترامپ بر ۱۴۰۰۰ آپارتمان شرکت در بروکلین، کویینز و استتن آیلند نظارت می‌کرد. در سال ۱۹۷۲، سازمان ترامپ سوییفتن ویلج با به بهای ۶٫۷ میلیون دلار فروخت.
در ۱۹۷۱، ترامپ به منهتن نقل مکان کرد، و در آنجا در پروژه‌های ساختمانی بزرگتری درگیر شد، و طراحی معماریی جذاب را به منظور کسب ستایش عموم به کار برد. ترامپ در آغاز در ۱۹۷۳ وقتی از سوی وزارت دادگستری ایالات متحده آمریکا به نقض لایحه مسکن منصفانه حین بهره‌برداری از ۳۹ ساختمان متهم شد، توجه عمومی را به خود جلب کرد. در مقابل، ترامپ وزارت دادگستری را به هدف قرار دادن شرکتش به دلیل بزرگ بودنش و برای مجبور کردن آن به اجاره دادن به دریافت کنندگان برنامه‌های رفاهی متهم کرد. ترامپ در ۱۹۷۵ در خصوص اتهامات مصالحه کرد و گفت راضیست که توافق «سازمان ترامپ را مجبور نکرده که اشخاص دریافت‌کنندهٔ کمک‌های رفاهی را مادامی که به اندازهٔ دیگر مستاجرین شایسته باشند، بپذیرد.»
ترامپ اختیار داشت املاک شرکت حمل و نقل پن سنترال را هنگام ورشکستگی آن بخرد و برای آن برنامه‌ریزی کرده بود. این از جمله انبار راه‌آهن در کنار رود هادسن و نیز زمینی پیرامون ترمینال گراند سنترال را شامل می‌شد که ترامپ بابت آن ۶۰ میلیون دلار پرداخت کرد. بعدتر او با کمک تخفیف مالیاتی ۴۰ ساله از دولت نیویورک، هتل ورشکستهٔ کومودور در کنار گرند سنترال را به گرندهایت تبدیل کرد و سازمان ترامپ را تأسیس کرد.
ترامپ انبار راه‌آهن پن سنترال در خیابان سی‌ام را به عنوان جایی برای طرح مرکز اجتماعات جیکاب جیویتس نیویورک تبلیغ کرد. ترامپ برآورد کرد شرکتش می‌تواند این پروژه را در ازای ۱۱۰ میلیون دلار بسازد، ولی با این که شهرداری مکان او را انتخاب کرد، پیشنهاد او را رد کرد و ترامپ در عوض بابت فروش ملک حق دلالی دریافت کرد. تعمیرات انجام شده بر ولمن رینک در پارک مرکزی نیویورک، ساخته شده در ۱۹۵۵، در ۱۹۸۰ با چشم‌انداز برنامهٔ ساخت ۲۱⁄۲ ساله شروع شد، ولی تا ۱۹۸۶ تمام نشد. ترامپ مدیریت پروژه را بدون این که شهر چیزی بخواهد بپردازد بر عهده گرفت و آن را در عرض سه ماه در ازای ۱٫۹۵ میلیون دلار که ۷۵۰٬۰۰۰ دلار کمتر از بودجهٔ ابتدایی بود، به پایان رساند.
ترامپ در ۱۹۸۸ قمارخانه تاج محل را در معامله‌ای با مرو گریفین و ریزورتس اینترنشنال در اختیار گرفت، که منجر به افزایش بدهی‌ها شد، و تا ۱۹۸۹، ترامپ دیگر قادر به پرداخت وام‌ها نبود. گرچه او وام‌های بیشتری را تضمین کرده و پرداخت سود را به تعویق انداخته بود، بدهی‌های فزاینده تا ۱۹۹۱ ترامپ را به ورشکستگی کشاند. بانک‌ها و صاحبان اوراق قرضه صدها میلیون دلار را از دست داده بودند ولی ساختار بدهی را تغییر دادند. تاج محل در ۵ اکتبر ۱۹۹۱ از ورشکستگی خارج شد و ترامپ ۵۰٪ از مالکیت در کازینو را در ازای نرخ‌های سود کمتر بر بدهی و زمان بیشتر برای پرداخت آن به صاحبان اولیهٔ اوراق قرضه واگذار کرد. او همچنین خط هواپیمایی از نظر مالی دارای مشکل ترامپ شاتل و قایق بزرگ ۲۸۲ فوتی اش، ترامپ پرینسس را فروخت. اواخر دههٔ ۱۹۹۰ شاهد تجدید حیاتی در وضعیت مالی ترامپ بود. وصیت‌نامهٔ پدر ترامپ، که در ۱۹۹۹ درگذشت، عمارتی با قیمت تخمینی ۲۵۰–۳۰۰ میلیون دلار را به‌طور برابر میان چهار فرزند بازمانده‌اش تقسیم کرد.
دونالد ترامپ در ۲۰۰۱ برج ترامپ‌ورلد، یک برج مسکونی ۷۲ طبقه در همسایگی مقر سازمان ملل متحد را به پایان رساند. او آغاز به کار بر روی ترامپ پلیس، یک مجتمع چند ساختمانی در کنار رود هادسون کرد. ترامپ مالک فضای تجاری در برج و هتل جهانی ترامپ، یک برج ۴۴ طبقه با کاربرد چندگانه (هتل و آپارتمان) در میدان کلمبوس است. ترامپ مالک چندین میلیون فوت مربع از بهترین املاک منهتن است.
استورمی دنیلز بازیگر فیلم‌های پورنوگرافی می‌گوید که او و ترامپ در سال ۲۰۰۶، چند ماه پس از تولد کوچک‌ترین فرزند ترامپ رابطهٔ جنسی داشته‌اند. دنیلز که نام واقعی‌اش استفنی کلیفورد است درست پیش از انتخابات ریاست جمهوری ۲۰۱۶ در چارچوب یک پیمان‌نامه عدم افشا از راه یک ال ال سی برپا شده از سوی مایکل کوئن وکیل ترامپ ۱۳۰۰۰۰ دلار از کوئن دریافت کرده است. کوئن می‌گوید او از پول شخصی خود برای پرداخت استفاده کرده است. دنیلز در فوریه ۲۰۱۸ علیه این ال ال سی اقامه دعوا کرد و خواستار رهایی از پیمان عدم افشا شد تا بتواند روایت خود را تعریف کند. کوئن درخواست حکمیت خصوصی کرد و از دادگاه حکم گرفت تا بتواند دنیلز را از سخن گفتن دربارهٔ پرونده بازدارد. به گفتهٔ دبیر مطبوعاتی کاخ سفید سارا هاکبی سندرز، ترامپ اتهامات را رد کرده است. در ۱۶ مارس کوئن با موافقان ترامپ، درخواست کرد شکایت دنیلز از آنجا که طرفین در ایالت‌های متفاوتی زندگی می‌کنند و مبلغ مورد نظر بیش از ۷۵ هزار دلار است از دادگاه ایالتی به دادگاه فدرال منتقل شود. کوئن گفت که دنیلز ممکن است به خاطر نقض عهد تا ۲۰ میلیون دلار خسارت وارد کرده باشد. این درخواست نخستین باری است که ترامپ از راه وکیلش در دادرسی وارد شده است.

### برج ترامپ

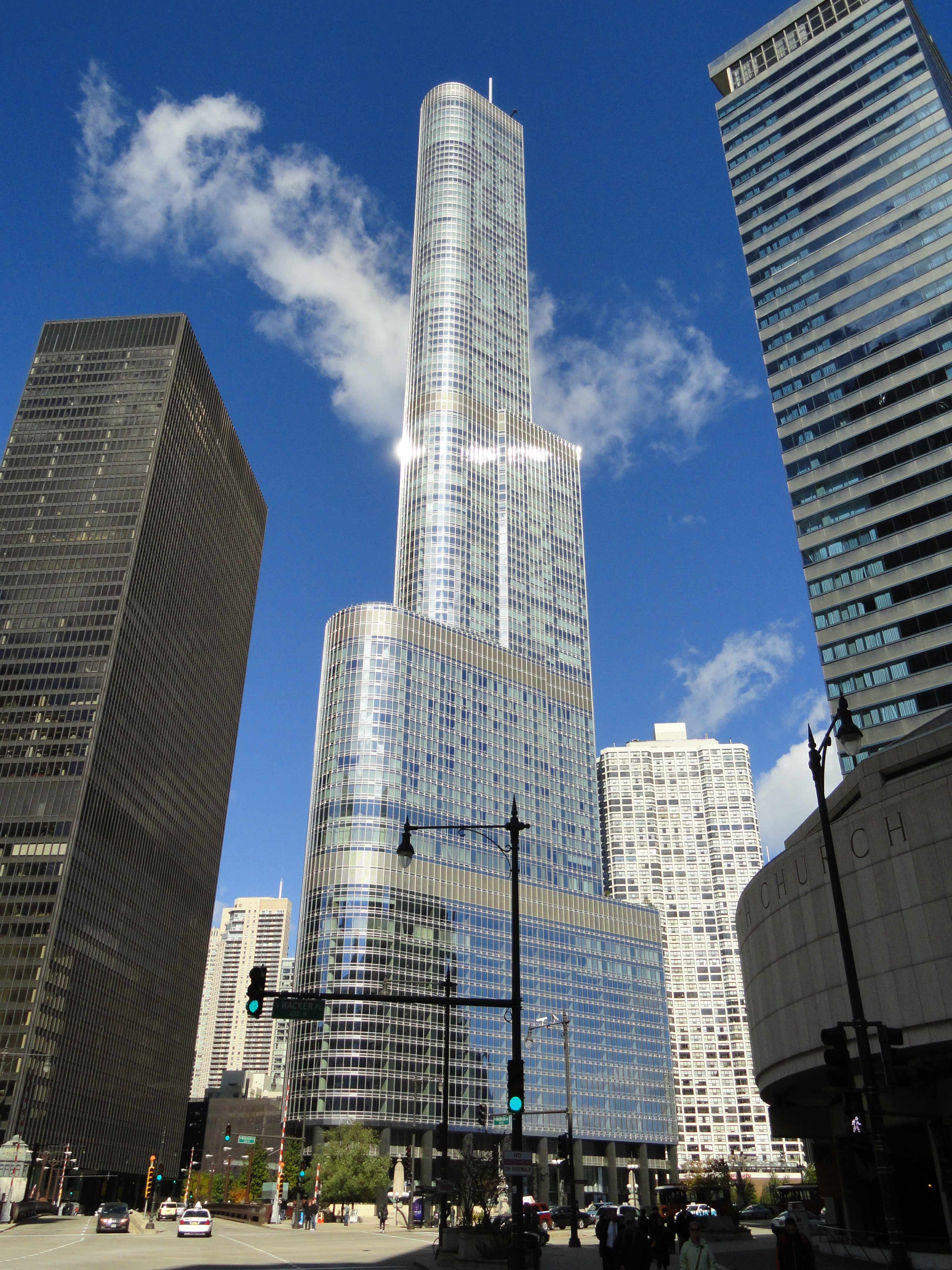
برج و هتل ترامپ در شیکاگو، ایلینوی

برج ترامپ -یک آسمان خراش با کاربری مختلط ۵۸ طبقه در شماره ۷۲۵ خیابان پنجم (منهتن) در میدتاون منهتن، نیویورک- توسط ترامپ و شرکت اطمینان زندگی منصفانه ساخته شد و توسط در اسکات معمار شرکت سوئنکی هیدن کانل طراحی شد. امروزه ترامپ تنها مالک آن است. خانهٔ وی پنت‌هاوس و همچنین دفاتر نظارت او در این برج قرار دارند. همچنین برج‌هایی که در باکو، آذربایجان و استانبول ترکیه به دست سازمان ترامپ ساخته شده نیز برج ترامپ نام دارد.
برج ترامپ در زمین سابق مغازه بونویت تلر که از لحاظ معماری شایان توجه بود و در ۱۹۸۰ تخریب شد قرار دارد. ترامپ به دلیل تخریب نقش برجسته‌های آرت دکو بر سردر آن، که قولش به موزه کلان‌شهری هنر داده شده بود، و استفادهٔ پیمانکار از ۲۰۰ مهاجر غیرقانونی لهستانی در فرایند تعجیل شدهٔ تخریب، که برای شیفت‌های ۱۲ ساعته (اگر چیزی گرفته باشند) فقط ۴ و ۵ دلار در ساعت حقوق گرفته بودند مجادله برانگیخت. ترامپ در ۱۹۹۰ شهادت داد او به ندرت از محل ساخت بازدید کرده و از کارگران غیرقانونی که بعضیشان در آنجا زندگی می‌کردند و به عنوان «بریگاد لهستانی» مشهور بودند بی‌اطلاع بوده. یک شکایت طولانی مدت کارگری در ۱۹۹۹ فیصله داده شد و جزئیات آن مهر و موم شد.

### گلف

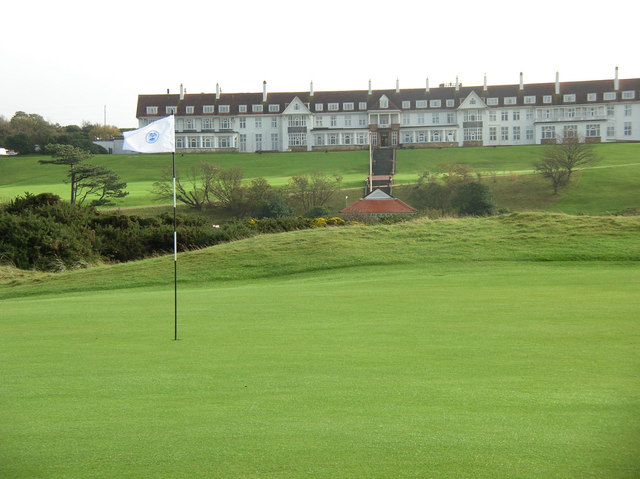
هتل ترنبری، ایرشر، اسکاتلند

سازمان ترامپ از زمین‌های گلف بسیاری در آمریکا و جهان بهره‌برداری می‌کند.

### برندینگ و لایسنسینگ ترامپ
ترامپ جدا از کارهای سنتی اش در زمینهٔ املاک، هتلداری و صنایع تفریحی نام و برند ترامپ را در دیگر صنایع و محصولات تثبیت کرده است. ترامپ در بازاریابی نام ترامپ بر شمار زیادی از محصولات از جمله ترامپ فایننشال (در زمینه مرتگج)، فروش و اجاره ترامپ (فروش مسکن)، رستوران‌های ترامپ، بوفه ترامپ، تهیه غذای ترامپ، بستنی پارلر ترامپ، گوترامپ، مجموعه امضای ترامپ، عطر دونالد ترامپ (۲۰۰۴) گلف ترامپ، مجله ترامپ، شکلات ترامپ، خانه ترامپ، تولیدات ترامپ، مؤسسه ترامپ، کارت بازی ترامپ، غول املاک ترامپ (بازی شبیه‌سازی کسب و کار)، کتاب‌های ترامپ، مدیریت مانکن ترامپ، شاتل ترامپ، یخ ترامپ، مرتگج ترامپ، ودکای ترامپ و استیک‌های ترامپ. علاوه بر این گزارش شده ترامپ برای هر ارائهٔ یک ساعته دورهٔ آموزشی ۱٫۵ میلیون دلار دریافت می‌کند.
فوربز در سال ۲۰۱۱، ارزش برند ترامپ را ۲۰۰ میلیون دلار برآورد کرد. ترامپ این ارزش گذاری را قبول ندارد و گفت برند او در حدود ۳ میلیارد دلار ارزش دارد. بسیاری از ساختمان سازان برای بازاریابی خود نام ترامپ را بر اموالشان می‌گذارند. به این دلیل، ترامپ مالک بسیاری از ساختمان‌هایی که نام وی را بر خود دارند، نیست.

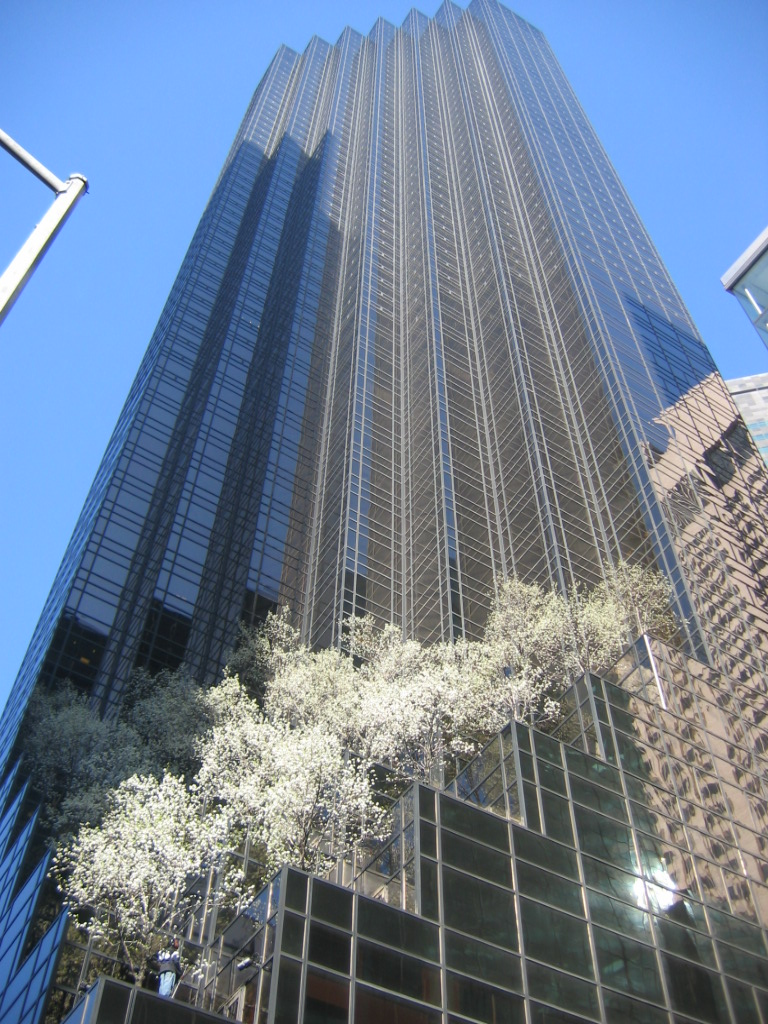
برج ترامپ در خیابان پنجم نیویورک

### سرمایه‌گذاری
در سال ۲۰۱۱ ترامپ پس از ناامید شدن از بازار املاک آمریکا به بازار بورس نیویورک حمله برد و سهام‌هایی در بنک آو آمریکا، سیتی‌گروپ، کاترپیلار، اینتل، جانسون و جانسون، پروکتر اند گمبل و فیسبوک را خرید. او هنگام فروش سهام در سال ۲۰۱۴، ۲۷ میلیون دلار سود کرد و از ۴۵ سهامی که خرید ۴۰ تایشان سودده بودند.
ظاهراً سال ۱۳۵۷ ترامپ درسفری به ایران قصد سرمایه‌گذاری در شمال را داشته که با ملاحظاتی از جمله تب و تاب انقلاب از این‌کار منصرف شد.

### ورزش
ترامپ از ۱۹۸۴ تا ۱۹۸۵ مالک باشگاه فوتبال نیوجرسی جنرالز بود. او همچنین مدتی به عنوان مشاور مالی مایک تایسون نیز فعالیت کرد.

### ملکه‌های زیبایی
ترامپ مالکیت مسابقه ملکه زیبایی دوشیزه جهان، دوشیزه تین و دوشیزه آمریکا را از ۱۹۹۶ تا ۲۰۱۵ که آن‌ها را به دابلیوام‌جی/آی‌ام‌جی فروخت دارا بود.
شبکه‌های تلویزیونی پخش‌کننده این برنامه‌ها، ان بی سی و یونیویزیون ارتباط تجاری خود را با سازمان دوشیزه جهان پس از سخنرانی اعلان نامزدی ترامپ در ۱۶ ژوئن آن سال قطع کردند. او در آن سخنرانی گفت:
وقتی مکزیک مردم خود را می‌فرستد، بهترین‌هایشان را نمی‌فرستد. آن‌ها مردمی را می‌فرستند که مشکلات بسیاری دارند، و آن مشکلات را هم با خودشان می‌آورند، آن‌ها دارند مواد مخدر می‌آورند… آن‌ها جرم می‌آورند. آن‌ها متجاوزین [جنسی]اند؛ و برخیشان، مردم خوبی‌اند؛ ولی من با مرزبانان صحبت می‌کنم و آن‌ها به من می‌گویند ما چه داریم می‌گیریم؛ و این کاملاً معقول است. این کاملاً معقول است. آن‌ها مردم درست را برای ما نمی‌فرستند. این دزدها بیشتر از مکزیک می‌آیند. از همهٔ آمریکای جنوبی و لاتین می‌آیند، و احتمالاً از خاور میانه می‌آیند؛ ولی ما نمی‌دانیم؛ زیرا ما حفاظتی نداریم و کفایت نداریم، ما نمی‌دانیم چه چیزی دارد رخ می‌دهد؛ و این باید متوقف شود و باید سریع متوقف شود
متعاقب آن ترامپ شکایتی برای اخذ ۵۰۰ میلیون دلار خسارت علیه یونیویزیون به دلیل نقض قرارداد و افتراء ثبت کرد. سپس شبکه کابلی مجله پیپل حق انحصاری مسابقه دوشیزه آمریکا را دریافت کرد. ترامپ در ۱۱ سپتامبر ۲۰۱۵ اعلام کرد سهم ان بی سی در سازمان دوشیزه جهان را خریده و تبدیل به تنها مالک آن شده است و گفت شکایت‌هایش علیه این شبکه فیصله داده شده است. او کوتاه مدتی بعد سهم خود در این مسابقات را فروخت.

### فعالیت رسانه‌ای
در زمینهٔ رسانه‌ای، ترامپ دو بار نامزد جایزه امی شده و به عنوان نسخه‌ای کاریکاتور گونه از خودش در سریال‌ها و فیلم‌ها (مانند، تنها در خانه ۲: گم‌شده در نیویورک, دایه, شاهزاده باطراوت بل ار، روزهای زندگی ما, وال استریت: پول هرگز نمی‌خوابد) و به عنوان یک شخصیت (بچه‌های مارمولک) ظاهر شده است. او سوژهٔ کار کمدین‌ها، هنرمندان کارتونی فلشی، و کاریکاتوریست‌های آنلاین بوده است.

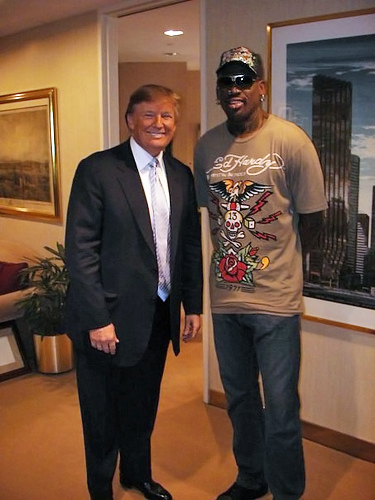
ترامپ در کنار دنیس رادمن، به هنگام شرکت او در کارآموز سلبریتی ۲۰۰۹

او در مارس ۲۰۱۱، سوژهٔ یک کامدی سنترال روست بوده است. این برنامه ویژه توسط ست مک‌فارلن اجرا شد، و روست کنندگان شامل لری کینگ، اسنوپ داگ، و انتونی جسلنیک و نیز شرکت کنندگان عادی آن بودند. در آوریل ۲۰۱۱، ترامپ در شام خبرنگاران کاخ سفید با اجرای ست مایرز شرکت کرد. رئیس‌جمهور باراک اوباما از این موقعیت برای ارائه جوک‌های از پیش آماده شده در تمسخر ترامپ استفاده کرد.

#### برنامه تلویزیونی کارآموز
برنامه کارآموز از سال ۲۰۰۴ به میزبانی ترامپ روی آنتن شبکه ان بی سی رفت. در این برنامه برای احراز یک شغل مدیریتی سطح بالا در یکی از سازمان‌های متعلق به ترامپ بین چند نفر مسابقه برگزار می‌شود. هر هفته در جریان اتفاقات مختلف، ضعیف‌ترین عضو گروه از برنامه اخراج می‌شود و در نهایت آخرین فرد باقی‌مانده شغل را به دست می‌آورد.

#### تفریح کشتی جهانی
ترامپ از هواداران شناخته شدهٔ دبلیودبلیوئی و از دوستان مالک دبلیودبلیوئی وینس مک‌من است. او دو رخداد رسلمانیا را در ترامپ پلازا میزبانی کرده و از شرکت کنندگان فعال در چندین شوی آن بوده است. هتل تاج محل ترامپ در آتلانتیک سیتی میزبان مسابقات جهانی بدنسازی ۱۹۹۱ بوده است. ترامپ توسط جسی ونتورا در رسلمانیا ۲۰ مورد مصاحبه قرار گرفت. وی خود در جریان رسلمانیا ۲۳ در کنار رینگ حضور یافت. این مسابقه در اصل بین مالک دبلیودبلیوئی وینس مک‌من و ترامپ برگزار شد به‌طوری که هر یک از آن‌ها کشتی‌گیری را انتخاب کردند و این شرط را بستند که برندهٔ مسابقه در پایان موی سر بازنده را کوتاه خواهد کرد. در پایان این مسابقه ترامپ و نماینده‌اش بابی لشلی توانستند وینس مک‌من و نماینده‌اش اوماگا را شکست دهند و در نتیجه ترامپ و لشلی در انتهای مسابقه موی وینس مک‌من را کوتاه کردند. رسانه‌ها به این مسابقه لقب «نبرد میلیاردرها» را دادند.
در سال ۲۰۱۳، ترامپ به خاطر مشارکت در ترویج دبلیو دبلیو ئی در بال ستاره‌های تالار شهرت آن در مدیسن اسکوئر گاردن گنجانده شده است.

## فعالیت سیاسی
ترامپ در گذر زمان گرایش‌ها و مواضع سیاسی خود را به انحای گوناگون، بعضاً متناقض توصیف کرده است. پلیتیکو مواضع او را «به‌گزینانه، حاضرجوابانه، و غالباً ضدونقیض» توصیف کرده است. او در گذر زمان وضعیت وابستگی حزبی خود را جمهوری‌خواه، حزب استقلال، دمکرات، و «خودداری از اظهار» توصیف کرده است. او همچنین برای کسب نامزدی حزب رفرم تلاش کرده است. به‌طور مشخص، او مواضع خود را در خصوص مالیات‌گیری از ثروتمندان، حقوق سقط جنین و مراقبت سلامتی تغییر داده است.
گزارشی در سال ۲۰۱۱ نشان می‌داد که ترامپ در طول دو دهه از انتخابات در آمریکا به کارزارهای کاندیداهای هر دو حزب دمکرات و جمهوری‌خواه کمک مالی کرده است. ترامپ در فوریهٔ ۲۰۱۲ از میت رامنی برای ریاست جمهوری آمریکا حمایت کرد. ترامپ از جمله حامیان اولیهٔ رونالد ریگان برای ریاست جمهوری آمریکا بود.
به گفته وال‌استریت جورنال، در ژانویه ۲۰۲۱ دونالد ترامپ پیشنهاد تأسیس حزب میهن‌پرست را داد تا بتواند بر سیاست ایالات متحده تأثیر بگذارد.
ترامپ از مدت‌ها پیش به سیاست ابراز علاقه کرده بود. او در سال ۲۰۰۰ برای کسب نامزدی حزب ریفورم در انتخابات ریاست‌جمهوری رقابت کرد و در انتخابات مقدماتی این حزب در دو ایالت پیروز شد و سپس کنار کشید. او در ۱۶ ژوئن ۲۰۱۶ بار دیگر رسماً نامزدی خود را برای انتخابات مقدماتی ریاست جمهوری ۲۰۱۶، این بار به‌عنوان یک جمهوری‌خواه اعلام کرد. کارزار ترامپ پوشش گستردهٔ رسانه‌ای و توجه بین‌المللی را به خود جلب کرد. در مه ۲۰۱۶، پس از پیروزی در بیشترین ایالت‌ها و کسب بیشترین آرای رقابت مقدماتی حزب جمهوری‌خواه، تنها رقبای باقیماندهٔ او کناره‌گیری کردند و ترامپ در ژوئیه رسماً نامزد حزب جمهوری‌خواه شد. ترامپ در انتخابات سراسری ۸ نوامبر ۲۰۱۶ با پیروزی بر هیلاری کلینتون، نامزد دموکرات، تنها کسی است که بدون هرگونه سابقه تصدی مناصب سیاسی یا نظامی به ریاست جمهوری آمریکا برگزیده شده و پنجمین کسی است که با کسب آرای مردمی کمتر از رقیبش به ریاست جمهوری برگزیده شده است.

### فعالیت سیاسی تا سال ۲۰۱۵
ترامپ در سال‌های ۱۹۸۸، ۲۰۰۴ و ۲۰۱۲ برای ریاست جمهوری و در سال‌های ۲۰۰۶ و ۲۰۱۴ برای فرمانداری نیویورک ابراز علاقه کرد که در انتخابات رقابت کند ولی وارد هیچ‌یک از آن رقابت‌ها نشد. گرچه نظرسنجی از سوی نیویورک تایمز/سی بی اس نشان داد که ۷۰٪ آمریکاییان نظر نامطلوبی نسبت به ترامپ دارند، او برای کسب نامزدی حزب رفرم در انتخابات ریاست جمهوری سال ۲۰۰۰ رقابت کرد و انتخابات مقدماتی کالیفرنیا را برنده شد. او تأیید کرد که چهرهٔ عمومیش از آن زمان عوض شده: «اتفاقی که افتاد این بود که من برنامهٔ کارآموز را اجرا کردم و موفقیت بزرگی از آب درآمد. کی فکرش را می‌کرد که چنین اتفاقی رخ بدهد؟» او در ۲۰۰۵ به لری کینگ گفت «هیچ چیزی مثل داشتن یک برنامه جذاب تلویزیونی نیست.» در سال ۲۰۱۲ که ترامپ در حال فکر در خصوص تلاش برای کسب نامزدی حزب جمهوری‌خواه در انتخابات ریاست جمهوری بود یک نظرسنجی وال استریت ژورنال/ان‌بی‌سی نیوز دریافت که او در مارس ۲۰۱۱، از همهٔ رقبای احتمالیش در انتخابات ریاست‌جمهوری ۲۰۱۲ ایالات متحده آمریکا جلو است، و یک در صد از میت رامنی جلوتر است. نظرسنجی ای در فوریه ۲۰۱۱ نشان داد او فقط چند درصد از اوباما عقب‌تر است، و خیلی از رأی‌دهندگان هنوز تصمیم خود را در خصوص گزینه نهاییشان نگرفته بودند. یک نظرسنجی در آوریل ۲۰۱۱، زمانی که او هنوز در حال سنجش شرکت در انتخابات بود، او را با ۹ درصد پیشتازی نشان داد. برخی رسانه‌ها اقدامات او را برای تبلیغ برای برنامهٔ کارآموز دانستند. در مه ۲۰۱۱، ترامپ اعلام کرد برای ریاست جمهوری رقابت نخواهد کرد. پابلیک پالسی پولینگ این رشته وقایع را یکی از سریع‌ترین فراز و فرودها در تاریخ سیاست انتخاباتی دانست.
در دسامبر ۲۰۱۱ ترامپ به عنوان یکی از شش مرد در فهرست تحسین شده‌ترین زنان و مردان زنده در نظرسنجی گالوپ/یواس‌ای تودی اعلام شد.
ترامپ در آوریل ۲۰۱۱، گواهی تابعیت رئیس‌جمهور باراک اوباما را زیر سؤال برد، و تهمت زد که «مادربزرگ او در کنیا گفت که او در کنیا متولد شده، و او آنجا بوده و تولد را شاهد بوده است.» (ادعای ترامپ ناشی از یک متن گفتگوی تلفنی بین مادربزرگ اوباما بود که بعداً بی‌اعتبار دانسته شد و یک کشیش پنسیلوانیایی مخالف برگزیده شدن اوباما آن را ساخته بود.) ترامپ همچنین این که نمرات اوباما برای ورود به مدرسه حقوق هاروارد به حد کافی بالا بوده را زیر سؤال برد. ترامپ ادعا کرد تیمی از محققان خصوصی را به هاوایی، زادگاه ثبت شدهٔ اوباما، فرستاده و به برنامه امروز گفت «آنها نمی‌توانند چیزی را که پیدا می‌کنند باور کنند». ترامپ در ۲۵ آوریل ۲۰۱۱، از اوباما خواست با انتشار فرم کامل گواهی تولدش به مسئلهٔ شهروندی خاتمه دهد. دو روز بعدتر اوباما در چارچوب تلاش‌های کاخ سفید برای پایان دادن به این قضیه بیانیه‌ای حاوی فرم کامل گواهی تولد اوباما را منتشر کرد. ترامپ متعاقباً در کنفرانس مطبوعاتی در خصوص نقشش در انتشار گواهی اوباما ابراز افتخار کرد و گفت امیدوار است که «درست باشد» و «ما باید ببینیم واقعی هست یا نه» وقتی از ترامپ در ژوئیه ۲۰۱۵ در این خصوص که آیا اوباما در آمریکا متولد شده یا نه او گفت: «من واقعاً نمی‌دانم. من نمی‌دانم چرا مدارکش را منتشر نمی‌کند.»
در دسامبر ۲۰۰۸، دسامبر از اولین حامیان برنامهٔ نجات صنعت خودروسازی آمریکا با حمایت دولت در سال ۲۰۰۹ شد که طبق یک نظرسنجی پیو در سال ۲۰۱۲ مورد حمایت ۵۶ درصد آمریکاییان (۶۳٪ حمایت در میشیگان) بود. بیانات ترامپ در خصوص بروز اوتیسم به دلیل واکسیناسیون با انتقاد گستردهٔ جامعهٔ علمی در رسانه‌های گوناگون مواجه شد. از او به دلیل اظهارات نفی‌کنندهٔ تغییرات اقلیمی انتقاد شده است چرا که با نظر جامعهٔ علمی ناسازگار است.
در ژانویه ۲۰۱۳، ترامپ (که چهره نسبتاً محبوبی در اسرائیل است) با انتشار ویدئویی از بنیامین نتانیاهو در انتخابات حمایت کرد و گفت یک نخست‌وزیر قوی، یک اسرائیل قوی است. ترامپ در سال ۲۰۱۵ جایزه آزادی را به خاطر کوشش‌های مثبتش در خصوص روابط اسرائیل-آمریکا دریافت کرد. ترامپ گفت «من دوستان زیادی در اسرائیل دارم»."

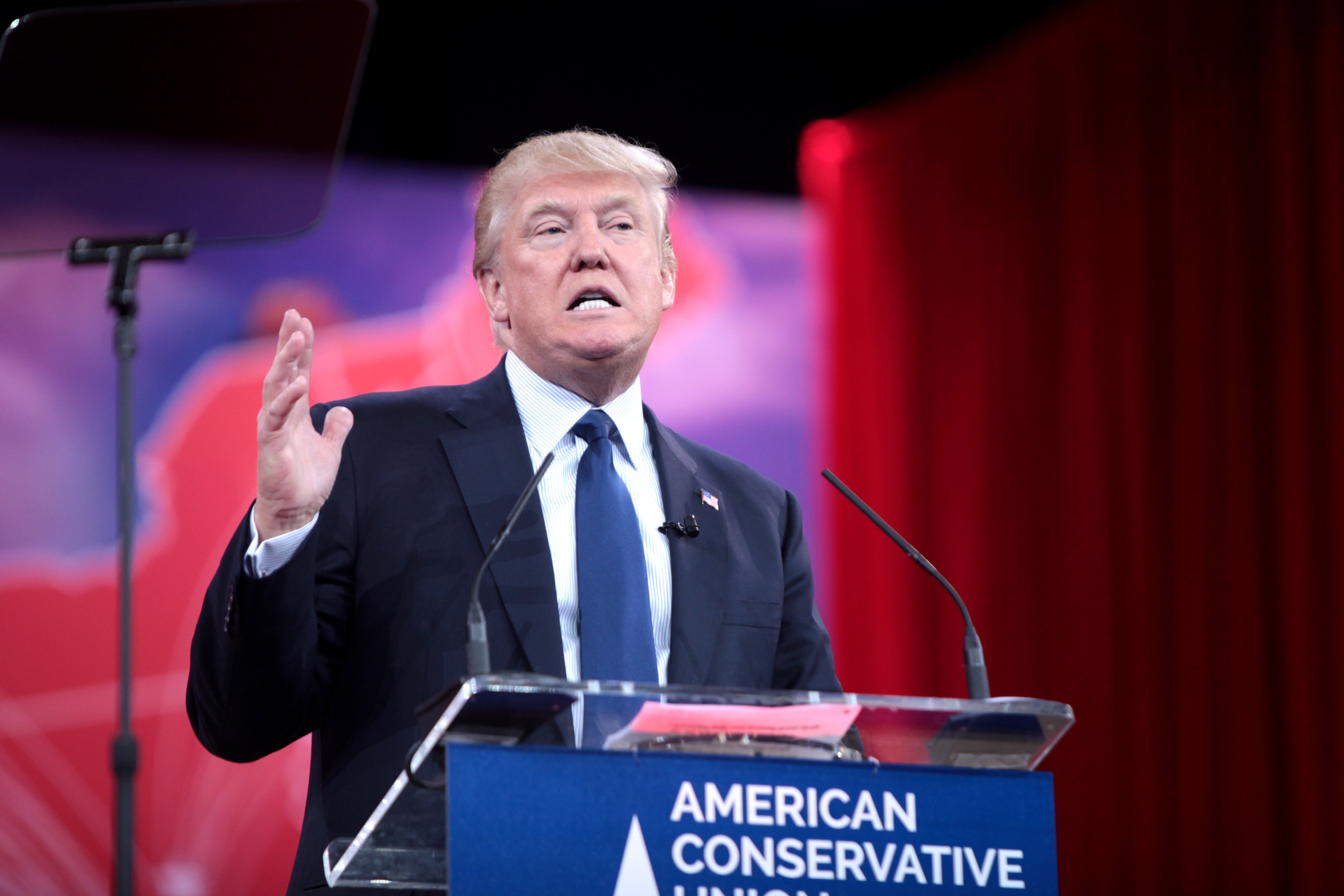
در حال سخنرانی در کنفرانس سی پک ۲۰۱۵.
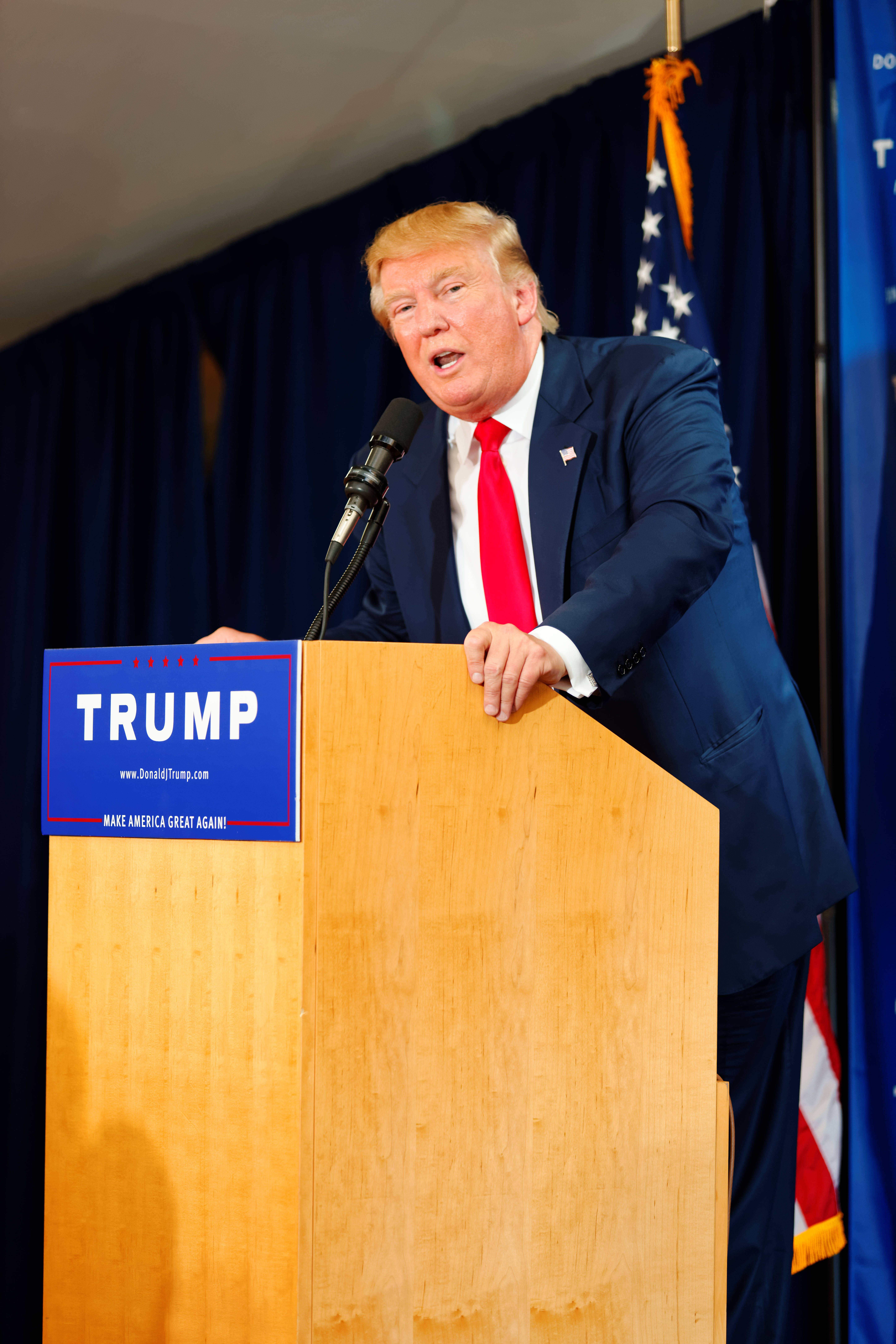
ترامپ در حال مبارزهٔ انتخاباتی در نیوهمپشایر، ژوئیه ۲۰۱۵

### کارزار انتخاباتی ریاست جمهوری ۲۰۱۶
در ۱۶ ژوئن ۲۰۱۵، ترامپ نامزدی خود برای کسب نامزدی حزب جمهوری‌خواه در انتخابات ریاست جمهوری ۲۰۱۶ را از مقر خود در برج ترامپ در نیویورک اعلام کرد. ترامپ توجهات را در کارزاری که شدیداً بر شعار «عظمت را به آمریکا برمی‌گردانیم.» تکیه داشته، معطوف به مسائل داخلی ای نظیر مهاجرت غیرقانونی به ایالات متحده آمریکا، انتقال به خارج مشاغل آمریکایی‌ها، بدهی ملی ایالات متحده آمریکا، و تروریسم اسلامی کرد.
ترامپ به عنوان یک محافظه‌کار خودخوانده رقابت می‌کند، که به‌طور مشخص آن را به امور مالی و مذهبی مرتبط می‌کند. برخی تحلیلگران سیاسی ترامپ را از نظر مسائل اجتماعی نظیر حقوق دگرباشان، و سقط جنین، میانه‌رو طبقه‌بندی می‌کنند. او بر اساس پلتفرمی مبارزه می‌کند که تأکید بسیاری بر میهن‌پرستی آمریکایی دارد، و نسبت به تصحیح سیاسی مخالفت شایان توجهی دارد. او علیه طبقهٔ حاکم حزب جمهوری‌خواه، که به‌طور گسترده با نامزدی او مخالف است و در خصوص شانس او برای بردن انتخابات سراسری شک دارد و می‌ترسد او به چهرهٔ حزب جمهوری‌خواه صدمهٔ زیادی بزند رقابت می‌کند. به هر ترتیب، نامزدی ترامپ تا حدی زیادی موفق بوده، بخشی از آن به دلیل پوشش گستردهٔ رسانه‌ای، قابلیت او برای تأمین شخصی بودجهٔ کارزارش و حساب نکردن روی سوپرپک‌ها، و اعلام حمایت چهره‌های مختلف، و این نظر که او و هوادارانش «چیزها را همان‌طور می‌گویند که هستند.»
ترامپ در خصوص مذهب بیانی قوی به کار گرفته، و شدیداً از گروه‌های مسیحی در آمریکا حمایت کرده، مدعی شده نحوهٔ برخورد نامطلوب مالیاتی را که اجازه نمی‌دهد آن‌ها در صحنهٔ سیاسی خود را ابراز کنند ملغی خواهد کرد و قول داده استفادهٔ گسترده‌تر از عبارت «کریسمس مبارک» به جای «تعطیلات مبارک» در فروشگاه‌های زنجیره‌ای را احیا کند. دیگر مسایلی که او برجسته‌شان می‌کنند عبارتند از مراقبت از کهنه سربازان، قوی تر کردن ارتش، بمباران شدید گروه داعش، تحت نظر قرار دادن مساجد خاصی در آمریکا، دستیابی به توافق‌های تجاری که برای کارگران آمریکایی مطلوب تر باشند. ترامپ مکرراً بیانات جسورانه و مجادله برانگیزی با دیدگاه منفی در خصوص مهاجران در خصوص مسایلی ابراز کرده که مورد علاقهٔ رأی‌دهندگان طبقه کارگر محروم است.

#### انتخابات مقدماتی

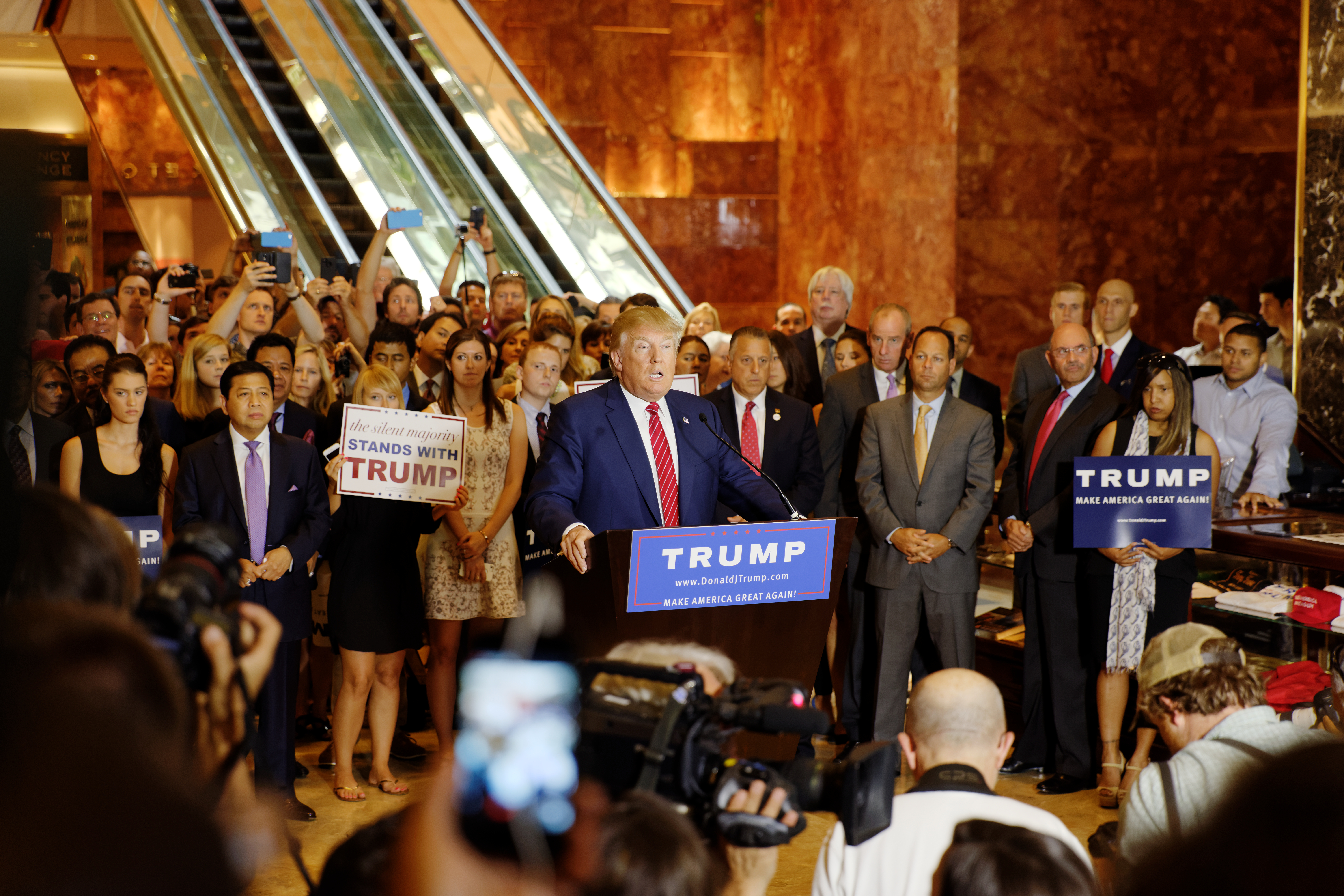
یکی از رخدادهای مبارزاتی انتخاباتی ترامپ، سپتامبر ۲۰۱۵

این دوره از انتخابات مقدماتی ریاست جمهوری حزب جمهوری‌خواه که از ۱۷ نامزد تشکیل می‌شد، بزرگ‌ترین انتخابات مقدماتی در تاریخ آمریکا بوده است.
ترامپ کارزار خود را با شعار رسمی «بیایید عظمت را به آمریکا برگردانیم» و با تعهدی به این شروع کرد که «از لحاظ اشتغال بهترین رئیس‌جمهوری باشد که خدا تا به حال آفریده.» ارزیابیی منتشر شده توسط اکونومیست/یوگاو منتشر شده در ۹ ژوئیه، ۲۰۱۵ نخستین نظرسنجی اصلی کشوری شد که نشان داد ترامپ پیشتاز جمهوری‌خواه در انتخابات ریاست جمهوری است. شعار رسمی کارزار ترامپ «عظمت را به آمریکا برگردانیم.» است.
تا اوایل سال ۲۰۱۶، رقابت بیشتر بر دونالد ترامپ و مجلس سنای ایالات متحده آمریکا تد کروز متمرکز بود.
در ۱۹ ژانویه ۲۰۱۶، سارا پیلین فرماندار سابق آلاسکا حمایت خود را از ترامپ در انتخابات اعلام کرد. ترامپ به دلیل مجریگری میگن کلی در مناظره ریاست جمهوری ۲۸ ژانویه فاکس نیوز، و نیز بیانیه به اعتقاد او توهین آمیز این شبکه، در این مناظره چهار روز پیش از انتخابات مقدماتی اول در ایالت آیووا شرکت نکرد. در انتخابات مقدماتی اولین ایالت، آیووا، ترامپ با کسب ۲۴ درصد از آرا پس از تد کروز با ۲۸ درصد دوم شد. در انتخابات مقدماتی نیو همپشر، وی با کسب ۳۴ درصد آرا در جایگاه اول قرار گرفت. سپس با پیروزی در کارولینای جنوبی و نوادا به پیشتازی خود در بین نامزدهای حزب جمهوری‌خواه ادامه داد.
در سه شنبه بزرگ، ترامپ بیشتر دلگت‌ها را برنده شد و در سرتاسر دورهٔ انتخابات مقدماتی پیشتاز بود. حمایت از ترامپ در میان رأی‌دهندگان انتخابات مقدماتی جمهوری‌خواه در سطح کشور تا مارس ۲۰۱۶، به ۵۰٪ رسید و او آمادهٔ برنده شدن نامزدی حزب جمهوری‌خواه شد. پس از یک پیروزی قاطع در ایندیانا، در ۳ مه ۲۰۱۶ که کاندیداهای باقیمانده، تد کروز و جان کیسیک، را واداشت کارزار خود را معلق کنند، رینس پریبیس رئیس RNC ترامپ را عملاً نامزد احتمالی حزب جمهوری‌خواه در انتخابات سراسری دانست.

##### انتخابات سراسری
ترامپ پس از این که عملاً نامزد احتمالی حزب جمهوری‌خواه شد، تمرکز خود را به انتخابات سراسری معطوف کرد، و به رأی‌دهندگان باقیماندهٔ انتخابات مقدماتی «رایشان را برای انتخابات سراسری نگه دارند.» ترامپ به مبارزهٔ انتخاباتی در سطح کشور ادامه داد و شروع به هدف گرفتن هیلاری کلینتون پیشتاز حزب دمکرات که بنا بر انتظار نامزد حزب دمکرات خواهد شد کرد.

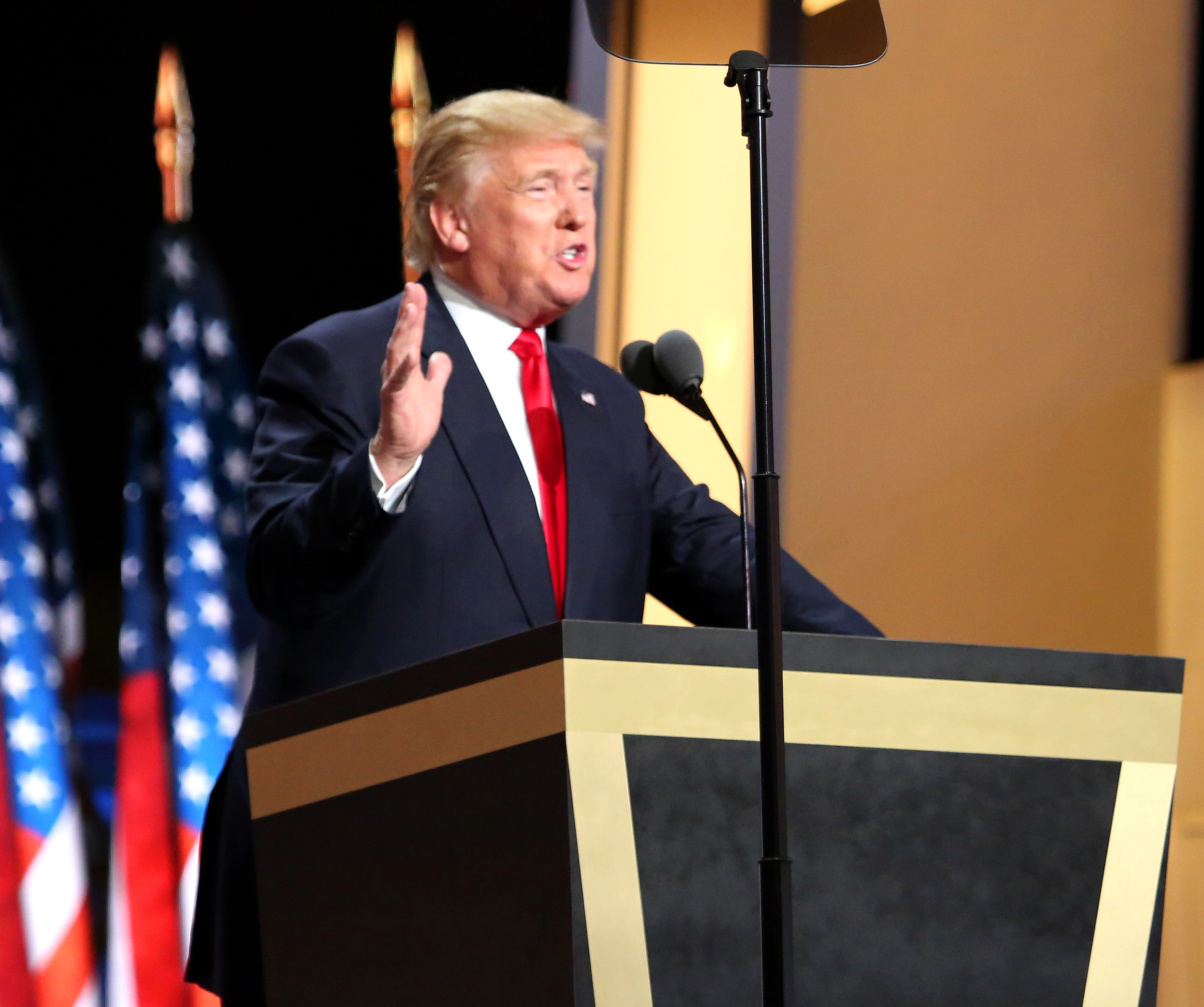
ترامپ در حال پذیرفتن نامزدی حزب جمهوری‌خواه در مجمع ملی جمهوری‌خواه ژوئیه، ۲۰۱۶

کلینتون در بیشتر سال ۲۰۱۶ برتری خود بر ترامپ را در نظرسنجی‌ها تثبیت کرده بود. در اوایل ژوئیه، ترامپ پس از اتمام تحقیقات اف‌بی‌آی در خصوص مجادله ایمیل‌های هیلاری کلینتون در نظرسنجی‌های اصلی با کلینتون برابر شد. جیمز کومی اداره‌کنندهٔ اف‌بی‌آی نتیجه گرفت که کلینتون در سروکار داشتن با محتوای طبقه‌بندی شدهٔ دولتی «شدیداً بی دقت» و در خصوص جوانب مجادله در چندین مورد ناصادق بوده است.
ترامپ در ۱۵ ژوئیه ۲۰۱۶، مایک پنس فرماندار ایندیانا را به عنوان جفت خود برای رقابت بر سر معاونت ریاست جمهوری برگزید. ترامپ و پنس رسماً در ۱۹ ژوئیه ۲۰۱۶ از سوی حزب جمهوری‌خواه در مجمع ملی این حزب نامزد شدند.
دو روز بعد ترامپ در یک سخنرانی ۷۶ دقیقه‌ای نامزدی حزب را رسماً پذیرفت. این سخنرانی از نظر تاریخی طولانی را ۳۵ میلیون نفر تماشا کردند و بازخوردهای متفاوتی دریافت کرد.
ترامپ در اواخر ژوئیه بر اثر مراسم مجمع جمهوری‌خواه ۳ تا ۴ درصد از اختلاف خود با کلینتون را در نظرسنجی‌ها کم کرد. در پی ترقی ۷ درصدی کلینتون در نظرسنجی‌ها در پی مجمع ملی دمکرات، کلینتون در آغاز اوت اختلاف خود را با ترامپ بسیار افزایش داد.
تا آخر سپتامبر پیشتازی کلینتون کم شد و تقریباً با ترامپ در جایگاه برابری قرار گرفت. نیویورک تایمز علت این کاهش را تعدادی از رسوایی‌ها پیرامون کلینتون نظیر اتهامات فساد وارد شده به بنیاد کلینتون و بدحالی کلینتون بر اثر سینه‌پهلو، که به دغدغه‌هایی دامن زد دانست. کلینتون در ۲۶ سپتامبر ۲۰۱۶ در اولین مناظره در مناظره‌های انتخابات ریاست جمهوری ایالات متحده آمریکا ۲۰۱۶ در دانشگاه هوفسترا در برابر ترامپ قرار گرفت. این مناظره با حدود ۸۴ میلیون بیننده بیشترین تماشاگر را در تاریخ مناظره‌های ریاست جمهوری در تاریخ آمریکا به خود اختصاص داد. اکثر نظرسنجی‌ها دریافتند که کلینتون از ترامپ عملکرد بهتری در مناظره داشته که باعث شد کلینتون دوباره در نظرسنجی‌ها جلو بیفتد.

##### مجادله نوار ترامپ-بوش
دو روز پیش از مناظره دوم انتخابات سراسری ویدئویی مربوط به سال ۲۰۰۵ درز شد که در آن ترامپ در گفتگو با بیلی بوش، مجری وقت برنامه هالیوود اکسس، با زبانی که رسانه‌ها آن را «رکیک» خواندند دربارهٔ زنان صحبت می‌کند و از تلاش‌هایش برای اغوا کردن زنی متأهل می‌گوید. این نوار ضبط شده باعث شد ترامپ برای نخستین بار در طول این کارزار به‌طور علنی عذرخواهی کند. جمعی از سیاستمداران ارشد، سناتورها، نمایندگان مجلس و فرمانداران جمهوری‌خواه در پی آن حمایت خود از ترامپ در انتخابات را پس گرفته و از او خواستند از رقابت کنار بکشد. از جمله این سیاستمداران جان مک کین و کاندالیزا رایس از چهره‌های مطرح حزب جمهوری‌خواه بودند.

##### اتهامات آزار جنسی
در پی درز اظهارات سال ۲۰۰۵ ترامپ چند زن مطالب جدیدی از سو رفتار جنسی را طرح کردند که منابعی چون نیویورک تایمز و پیپل به پوشش آن‌ها پرداختند. ترامپ و کارزار او با انکار همهٔ این اتهامات شروع به طرح شکایتی علیه نیویورک تایمز به اتهام تهمت کرده‌اند.
ترامپ و کارزار او همهٔ این اتهامات را تکذیب کرده و توطئه‌ای دروغین جهت لکه دار کردن شهرت او دانستند.

### انتخاب به ریاست جمهوری
ترامپ در ۸ نوامبر ۲۰۱۶ با کسب ۳۰۶ رأی الکتورال در برابر ۲۳۲ رأی کلینتون پیروز شد. او رأی مردمی کمتری از کلینتون به دست آورد و پنجمین کسی شد که بدون بردن آرای مردمی رئیس‌جمهور می‌شود.
تفاوت آرا در سطح کشور نزدیک ۳ میلیون رأی بود.
پیروزی ترامپ یک پیروزی سیاسی بسیار خلاف انتظار دانسته شد، چرا که تقریباً همهٔ نظرسنجی‌های کشوری نشان می‌دادند کلینتون به میزان کمی جلوتر از ترامپ است، و نظرسنجی‌های ایالتی نشان می‌دادند او به میزان کمی در آرای الکتورال جلو است. خطاها در برخی از نظرسنجی‌های ایالتی را بعدتر به تخمین بیش از حد حمایت از کلینتون در میان رأی دهندگان بسیار تحصیلکرده و غیر سفیدپوست، و تخمین کمتر از حد حمایت از ترامپ در میان رأی دهندگان سفیدپوست طبقه کارگری از سوی نظرسنجی کنندگان نسبت دادند. پیروزی ترامپ نخستین باری از بازه سال‌های ۲۰۰۳–۲۰۰۷ شد که جمهوری‌خواهان کاخ سفید و هر دو مجلس سنا و کنگره را در کنترل خود دارند. ترامپ مسن‌ترین کس و با احتساب تورم، ثروتمندترین کسی شد که به ریاست جمهوری آمریکا برگزیده شده است.
ترامپ در نخستین ساعات روز ۹ نوامبر ۲۰۱۶ تماسی از کلینتون دریافت کرد که در آن او کسب ریاست جمهوری به وسیلهٔ ترامپ را پذیرفت. ترامپ چند ساعت بعد در هتل هیلتون نیویورک سخنرانی پیروزی خود را در برابر صدها تن از هوادارانش ایراد کرد.
پیروزی ترامپ اعتراضاتی را در سراسر آمریکا برانگیخت. گروه‌هایی در مکان‌های عمومی جمع شدند تا به برخی از سیاست‌ها و سخنان وی در جریان کارزار انتخابات اعتراض کنند.

## نخستین دوره ریاست‌جمهوری
ترامپ در ماه‌های نخست ریاست جمهوری خود، شمار زیادی از سیاست‌های باراک اوباما رئیس‌جمهور قبلی را ملغی کرد، آمریکا را از شراکت ترنس-پسیفیک و توافق پاریس خارج کرد، و بخش‌هایی از پیمان گرمی روابط با کوبا را لغو کرد. او نیل گرساچ و برت کاوانا را به دیوان عالی منصوب کرد. او ممنوعیتی بر ورود شهروندان شش کشور با بیشترین مسلمان (از جمله ایران) را اعمال کرد. از مهم‌ترین رخدادهای دوران ریاست جمهوری وی، باید به خروج آمریکا از برنامه جامع اقدام مشترک (برجام)، اعمال سیاست «فشار حداکثری» و تحریم‌ها علیه ایران، ترور قاسم سلیمانی فرمانده سپاه قدس انقلاب اسلامی توسط ارتش ایالات متحده در خاک عراق، کشتن ابوبکر بغدادی رهبر دولت اسلامی عراق و شام (داعش) توسط ارتش آمریکا، دیدار تاریخی او با کیم جونگ اون رهبر کره شمالی بدون حصول پیشرفتی برای هسته‌ای‌زدایی، وقوع جنگ تجاری با چین، اقدام برای کشیدن دیوار بین مرز آمریکا و مکزیک، خروج از شورای حقوق بشر سازمان ملل، به رسمیت شناختن اورشلیم به عنوان پایتخت اسرائیل و قرار دادن سپاه پاسداران انقلاب اسلامی در لیست گروه‌های تروریستی اشاره کرد.
پس از این که او جیمز کومی اداره‌کننده اف‌بی‌آی را اخراج کرد، تحقیق و تفحصی به رهبری رابرت مولر به عنوان مشاور ویژه حقوقی نتیجه گرفت ترامپ و کمپین او از مداخله روسیه در انتخابات ریاست جمهوری سال ۲۰۱۶ منتفع شده‌اند، ولی شواهد کافی برای متوجه کردن اتهام توطئه یا تبانی با روسیه نیافت. مولر همچنین در مورد کارشکنی در برابر عدالت تحقیق کرد و گزارش نهایی او ترامپ را از این جرم نه تبرئه کرد و نه متهم. ترامپ بعدها پنج نفر از کسانی که در نتیجه تحقیق روسیه محکوم شده بودند را عفو کرد. پس از این که ترامپ از اوکراین خواست در مورد رقیب سیاسیش جو بایدن تحقیق کند، مجلس نمایندگان ایالات متحده آمریکا او را در دسامبر ۲۰۱۹ به خاطر سوء استفاده از قدرت و کارشکنی در برابر کنگره ایالات متحده آمریکا استیضاح کرد. مجلس سنای ایالات متحده آمریکا، پس از خودداری از استماع شهادت شهود او را در فوریه ۲۰۲۰ از هر دو اتهام تبرئه کرد.
پس از پایان نخستین دوره ریاست‌جمهوری، محققان و مورخان او را یکی از ضعیف‌ترین روسای جمهور تاریخ آمریکا رتبه‌بندی کردند. ترامپ انتخابات ریاست جمهوری ۲۰۲۰ را به بایدن واگذار کرد ولی شکست را نپذیرفت. او در خصوص تقلب در انتخابات اتهاماتی مطرح کرد، مسئولان حکومتی را تحت فشار قرار داد، ده‌ها شکایت بی‌حاصل برای به چالش کشیدن نتیجه انتخابات طرح کرد، و در سر راه انتقال قدرت به بایدن کارشکنی کرد. ترامپ چند ساعت پیش از شمارش تشریفاتی آرای الکترال در ۶ ژانویه ۲۰۲۱، هوادارانش را گرد آورد و آنان را به راهپیمایی به سوی کاخ کنگره آمریکا تشویق کرد، که منجر به حمله به کاخ کنگره ایالات متحده شد. کنگره تخلیه شد، و پنج نفر در این آشوب مردند. هفت روز بعد مجلس نمایندگان ترامپ را بابت «تحریک به فتنه» استیضاح کرد که او را بدل به تنها صاحب منصب فدرال در تاریخ کرد که دو بار استیضاح شده است. سنا در ۱۳ فوریه او را برای دومین‌بار تبرئه کرد.

### انتقال ریاست جمهوری

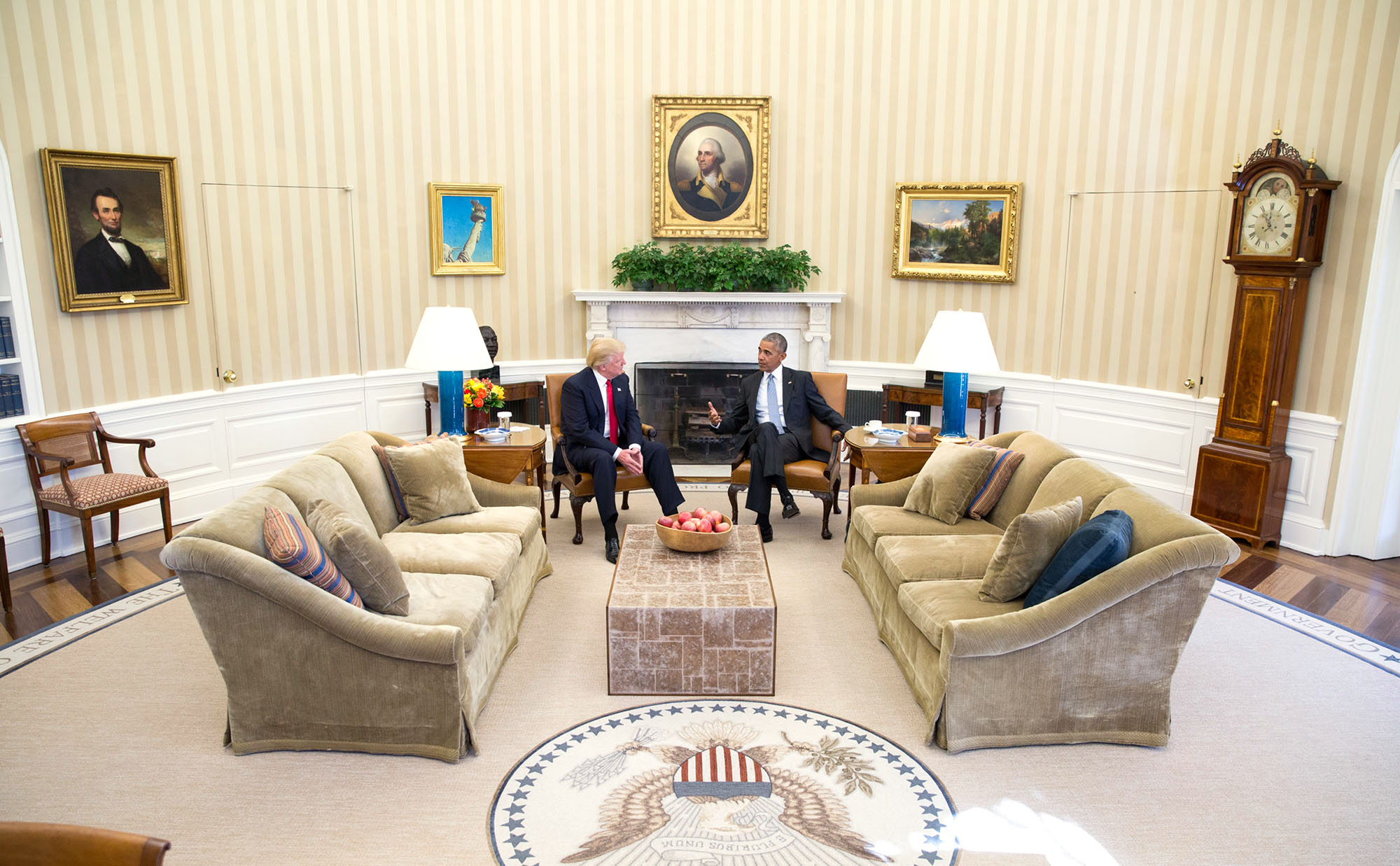
رئیس‌جمهور منتخب ترامپ و رئیس‌جمهور اوباما در دفتر بیضی دیدار می‌کنند، ۱۰ نوامبر، ۲۰۱۶

رئیس‌جمهور منتخب دونالد ترامپ نخستین جلسهٔ خود با رئیس‌جمهور اوباما را در ۱۰ نوامبر به منظور بحث در خصوص برنامه‌های یک انتقال قدرت صلح آمیز برگزار کرد.
تیم انتقال ترامپ تا ۱۱ نوامبر ۲۰۱۶ از سوی کریس کریستی هدایت می‌شد تا این که معاون منتخب رئیس‌جمهور، مایک پنس، اختیار را در دست گرفت. از آن زمان، ترامپ راینس پریبس رئیس کمیته ملی جمهوری‌خواه را به عنوان رئیس ستاد کارکنان کاخ سفید،
بیزنس‌من و مدیر رسانه‌ای استیو بنن را به عنوان مشاور رئیس‌جمهور،
سناتور جف سشنز را به عنوان دادستان کل ایالات متحده آمریکا، سپهبد مایکل تی. فلین را به عنوان مشاور امنیت ملی،
فعال اصلاحات آموزشی بتسی دیواس را به عنوان وزیر آموزش ایالات متحده آمریکا،
فرماندار نیکی هیلی را به عنوان سفیر ایالات متحده آمریکا در سازمان ملل متحد، ایلین چاو وزیر سابق کار را به عنوان وزیر ترابری ایالات متحده آمریکا، نماینده مجلس تام پرایس را به عنوان وزیر بهداشت و خدمات انسانی ایالات متحده آمریکا،استیون منوچین را به عنوان وزیر خزانه‌داری ایالات متحده آمریکا، سرمایه‌گذار میلیاردر ویلبر راس را به عنوان وزیر بازرگانی ایالات متحده آمریکا، و ژنرال سپاه تفنگداران دریایی جیمز متیس را به عنوان وزیر دفاع ایالات متحده آمریکا انتخاب کرده است.
ترامپ در ۲۲ نوامبر برنامهٔ خود را برای ۱۰۰ روز اول پس از به دست‌گیری قدرت اعلام کرد که شامل خروج ازشراکت ترنس-پسیفیک و تقاضا از وزارت دفاع برای توسعهٔ برنامه‌ای به منظور حفاظت از آمریکا در برابر حمله‌های سایبری بود.
تایم در روز ۷ دسامبر، ترامپ را به عنوان «شخص سال» خود برگزید.

### ۱۰۰ روز اول

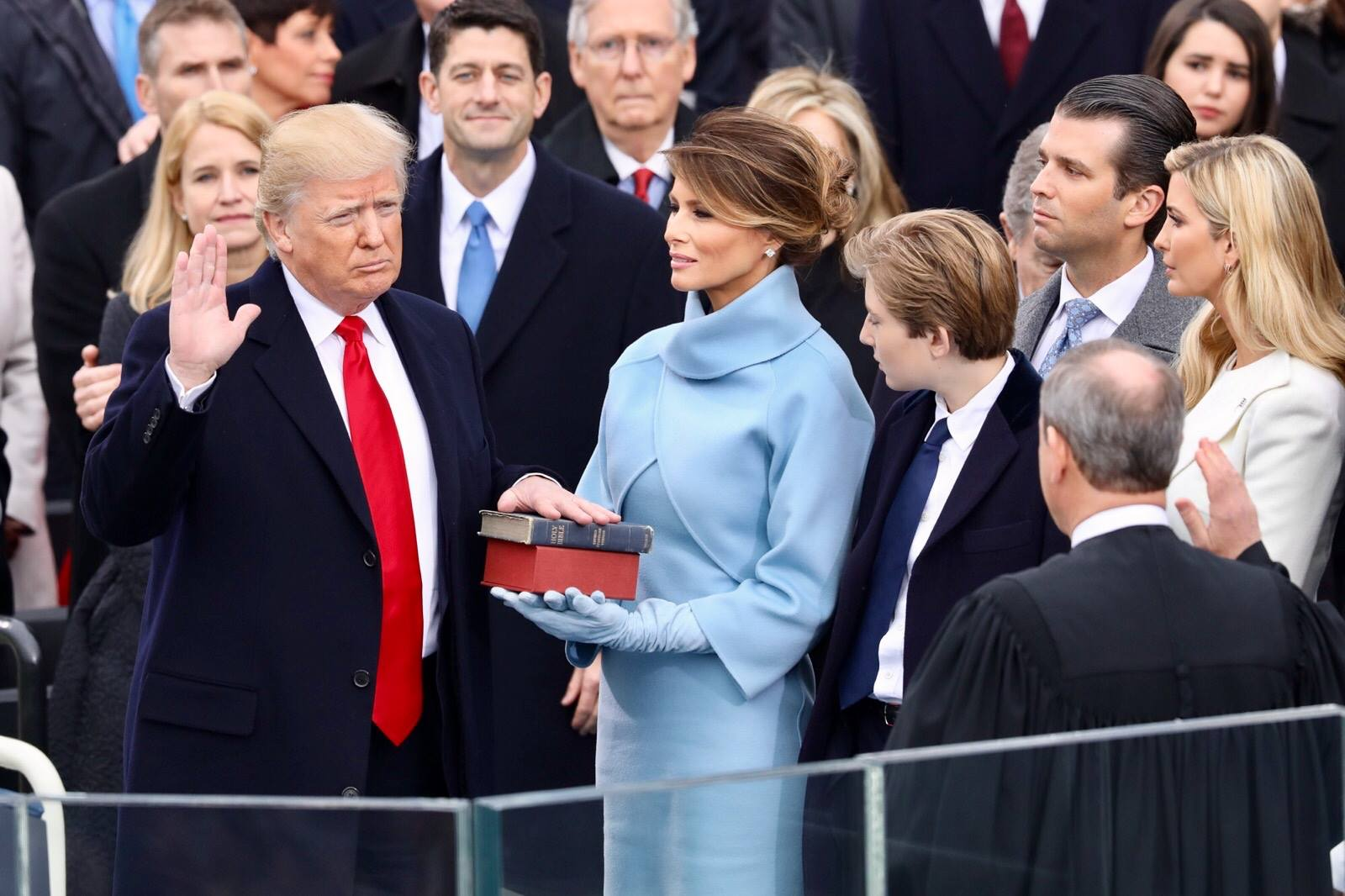
ترامپ در حال سوگند خوردن به عنوان رئیس‌جمهور

تحلیف دونالد ترامپ به عنوان چهل و پنجمین رئیس‌جمهور آمریکا در ۲۰ ژانویه ۲۰۱۷ برگزار شد. در اولین ساعت ریاست جمهوری، او فرمان‌های اجرایی متعددی از جمله فرمانی در خصوص به حداقل رسانی «بار اقتصادی» لایحه حفاظت از بیمار و مراقبت مقرون به صرفه، یا اوباماکر را امضا کرد.

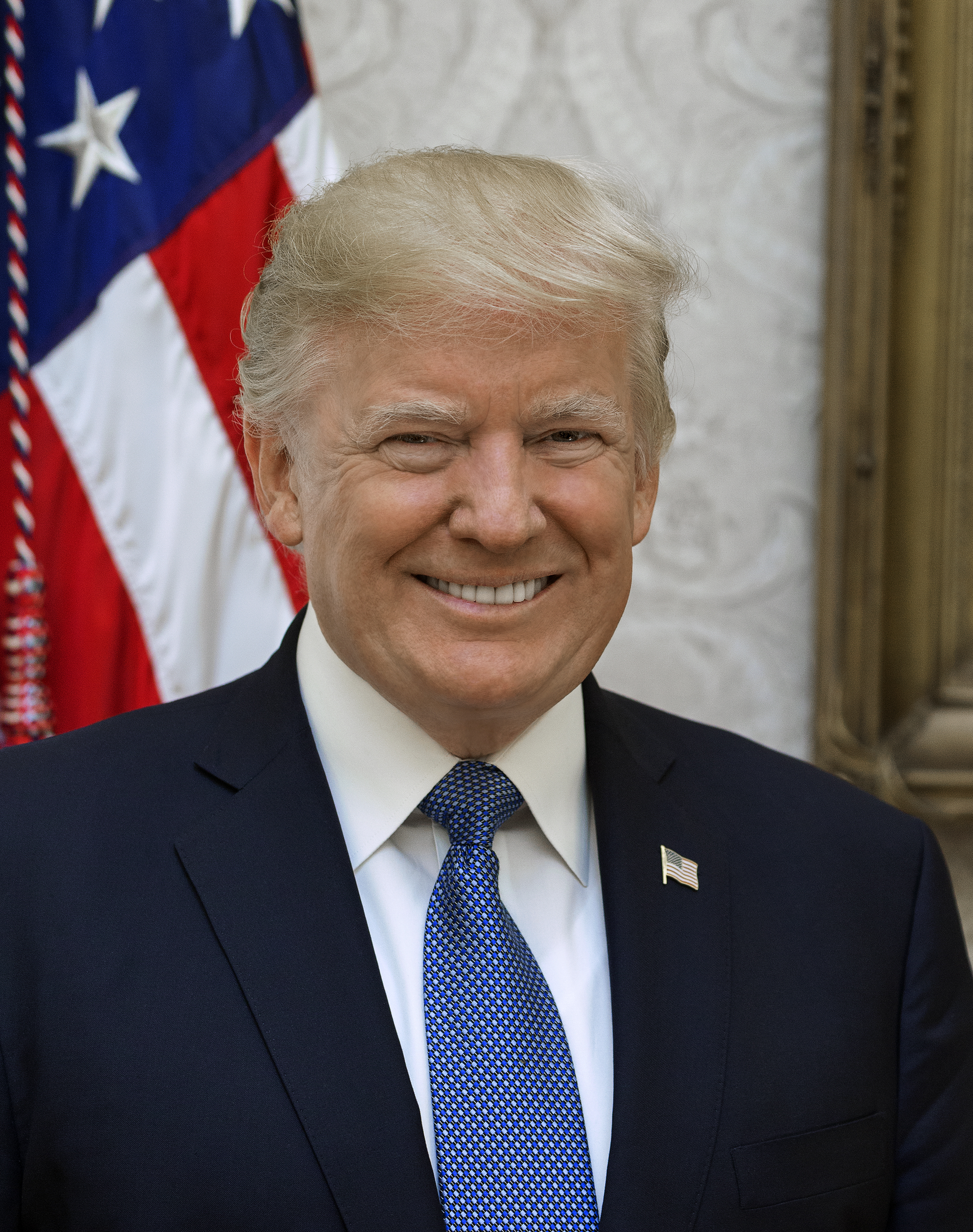
پرتره رسمی سال ۲۰۱۷

در شنبهٔ پس از تحلیف ترامپ تظاهرات‌های گسترده‌ای در اعتراض به او در آمریکا و سراسر جهان از جمله راهپیمایی زنان در واشینگتن برگزار شدند.

#### فرمان مهاجرتی

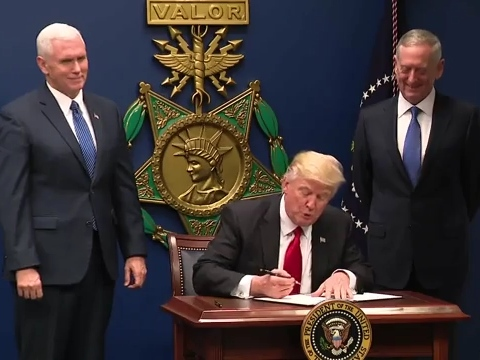
ترامپ در حال امضای فرمان اجرایی ۱۳۷۶۹ در پنتاگون

در ۲۷ ژانویه، رئیس‌جمهور ترامپ فرمانی اجرایی امضا کرد که پذیرش مهاجران را به مدت ۱۲۰ روز به حال تعلیق درآورد و با اشاره به دغدغه‌های امنیتی در خصوص تروریسم، ورود شهروندان عراق، ایران، لیبی، سومالی، سودان، سوریه، و یمن را به مدت ۹۰ روز ممنوع کرد. یک روز بعد، هزاران معترض در فرودگاه‌ها و ۹۰ مکان دیگر در سراسر آمریکا تجمع کردند تا به امضای فرمان و بازداشت اتباع خارجی اعتراض کنند. مدتی بعد دولت بخشی از فرمان را لغو کرد و در عمل وارد شوندگان دارای کارت سبز را از شمول فرمان خارج کرد. چندین قاضی فدرال احکامی صادر کردند که بخش‌هایی از فرمان را لغو کرد و از دیپورت واردشوندگانی که تحت تأثیر فرمان قرار گرفته بودند به وسیلهٔ حکومت فدرال جلوگیری کردند.
در ۶ مارس، ۲۰۱۷، ترامپ فرمان اجرایی اصلاح شده‌ای امضا کرد که نسبت به فرمان اول عراق، دارندگان ویزا و اقامت دائم را از منع موقت ورود معاف و تبعیض نسبت به متقاضیان سوری پناهندگی نسبت به دیگر کشورها را حذف کرد

#### نامزدی دیوان عالی
در ۳۱ ژانویه، ترامپ نیل گرساچ قاضی دیوان استیناف را برای عضویت در دیوان عالی ایالات متحده آمریکا در پی مرگ قاضی انتونین اسکالیا نامزد کرد. که با رای اعتماد ۵۴–۴۵ سنا در ۷ آوریل همان سال، کار خود را به عنوان قاضی دیوان عالی شروع کرد.

### اخراج رئیس اف‌بی‌آی

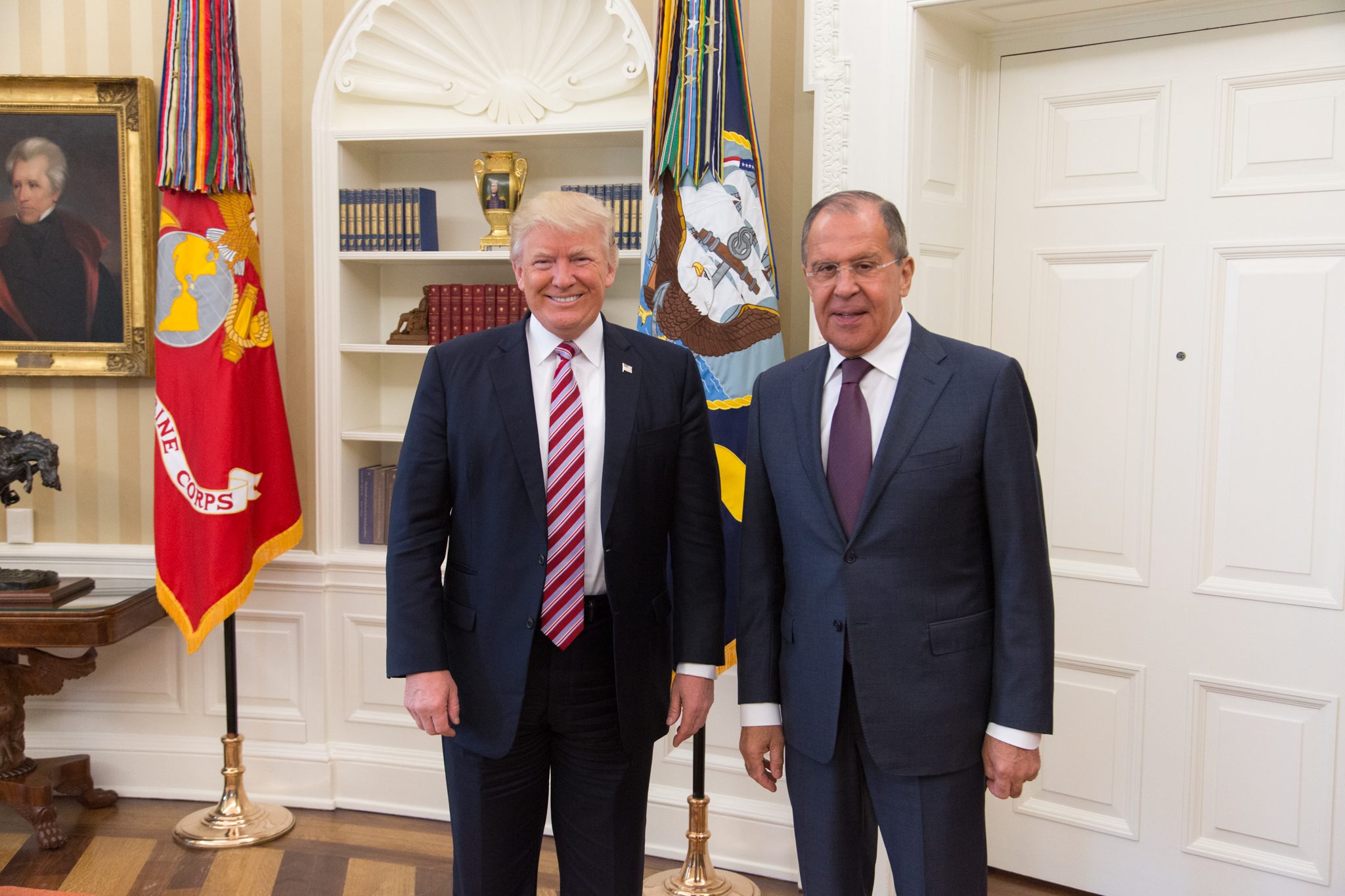
ترامپ در دیدار با لاوروف وزیر امور خارجه روسیه در دفتر بیضی

نهم مه ۲۰۱۷ برابر ۱۹ اردیبهشت ۱۳۹۶ دونالد ترامپ جیمز کومی را به‌طور ناگهانی از ریاست اف‌بی‌آی اخراج کرد با این عنوان که کومی اعتبار خود را نزد هر دو حزب اصلی ایالات متحده از دست داده بود. علت این اخراج ارائه نتایج غیردقیق و دوگانه وی به کنگره دربارهٔ بررسی ایمیل‌های هیلاری کلینتون پیش از انتخابات عنوان شد.
اما این موضوع با شگفتی جنجالی همراه شد زیرا این در حالی بود که ترامپ در روزهای پایانی تبلیغات انتخاباتی خود با وجود نتایج ضدونقیض تحقیقات، کومی را در رابطه با ایمیل‌های کلینتون تمجید کرده بود. از طرف دیگر این اخراج پس از این رخ داد که جیمز کومی طی هفته‌های گذشته دربارهٔ بررسی ارتباط احتمالی میان ستاد انتخاباتی دونالد ترامپ و اقدامات دولت روسیه به کنگره اعلام کرد که این تحقیقات شامل «بررسی ماهیت هر رابطه‌ای میان افراد مرتبط با ستاد ترامپ و دولت روسیه می‌شود» و دمکرات‌ها چنین عنوان کرده‌اند که دلیل اخراج کومی اثر گذاشتن بر تحقیقات اف‌بی‌آی روی موضوع «مداخله» روسیه در انتخابات بوده است. مارک وارنر و چاک شومر دو سناتور دموکرات اخراج کومی را تصادفی نمی‌دانند و آن را «سوءظن برانگیز» عنوان کردند و طی بیانه‌ای خواستار پیگیری جدی وزارت دادگستری و سنا در این رابطه شدند. این رویداد با اخراج دادستان کل ایالات متحده در زمان ریاست‌جمهوری ریچارد نیکسون مقایسه شده است که دوره بحرانی‌تری را برای وی رقم زد. ترامپ ادعای ارتباط با روسیه را «اخبار جعلی» عنوان کرده است.

### سیاست داخلی
| سال   | بیکاری                 | GDP                    | RGDP %                 | داده مالی             | داده مالی             | داده مالی             | داده مالی             |
| سال   | بیکاری                 | GDP                    | RGDP %                 | دریافتی ها            | هزینه‌ها               | کسری بودجه‌ها          | بدهی                  |
| پایان | ۳۱ دسامبر (سال تقویمی) | ۳۱ دسامبر (سال تقویمی) | ۳۱ دسامبر (سال تقویمی) | ۳۰ سپتامبر (سال مالی) | ۳۰ سپتامبر (سال مالی) | ۳۰ سپتامبر (سال مالی) | ۳۰ سپتامبر (سال مالی) |
| ۲۰۱۳* | ۷٫۴٪                   | $۱۶٫۷۸۵                | ۱٫۸٪                   | $۲٫۷۷۵                | $۳٫۴۵۵                | $ -۰٫۶۸۰              | $۱۲٫۰                 |
| ۲۰۱۴* | ۶٫۲٪                   | $۱۷٬۵۲۲                | ۲٫۵٪                   | $۳٫۰۲۱                | $۳٫۵۰۶                | - $۰٫۴۸۵              | $۱۲٫۹                 |
| ۲۰۱۵* | ۵٫۳٪                   | $۱۸٬۲۱۹                | ۲٫۹٪                   | $۳٫۲۵۰                | $۳٫۶۸۸                | $- ۰٫۴۳۸              | $۱۳٫۱                 |
| ۲۰۱۶* | ۴٫۹٪                   | $۱۸٫۷۰۷                | ۱٫۶٪                   | $۳٫۲۶۸                | $۳٫۸۵۳                | $- ۰٫۵۸۵              | $۱۴٫۲                 |
| ۲۰۱۷  | ۴٫۴٪                   | $۱۹٫۴۸۵                | ۲٫۲٪                   | $۳٫۳۱۵                | $۳٫۹۸۱                | $- ۰٫۶۶۶              | $۱۴٫۷                 |
| ۲۰۱۸  | ۳٫۹٪                   | $۲۰٫۵۰۱ تخمین          | ۲٫۹٪ تخمین             | $۳٫۳۲۹                | $۴٫۱۰۸                | $- ۰٫۷۹۹              | $۱۵٫۸                 |

#### مسائل اجتماعی
ترامپ خود را حامی حیات توصیف می‌کند و سقط جنین اواخر بارداری را جز در موارد تجاوز، زنای با محارم و سلامتی ممنوع می‌خواهد او موافق کاستن از کمک دولت فدرال به فرزندپروری تنظیم‌شده است.
ترامپ حامی متمم دوم قانون اساسی ایالات متحده آمریکا است، به‌طور کلی مخالف کنترل اسلحه است، و دارای مجوز حمل پنهان اسلحه در نیویورک است. او حامی اصلاح نظام کنترل سو پیشینه فدرال است تا سیاهه‌های مجرمانه و سلامت ذهنی در این نظام لحاظ شود.
در خصوص مراقبت سلامتی، ترامپ موافق جایگزینی لایحه حفاظت از بیمار و مراقبت مقرون به صرفه (یا اوباماکر) با یک طرح مبتنی بر بازار آزاد و رقابت به منظور کاستن از هزینه هاست، گرچه در گذشته گفته از نظام تک پرداخت‌کننده حمایت می‌کند. او خواهان ارتقای خدمات ارائه شده به کهنه سربازان است.
ترامپ با قانونی کردن ماری جوانا برای مقاصد تفریحی مخالف است ولی از قانونی کردن ماری‌جوانای طبی حمایت می‌کند، در عین حال از حقوق ایالات حمایت می‌کند.

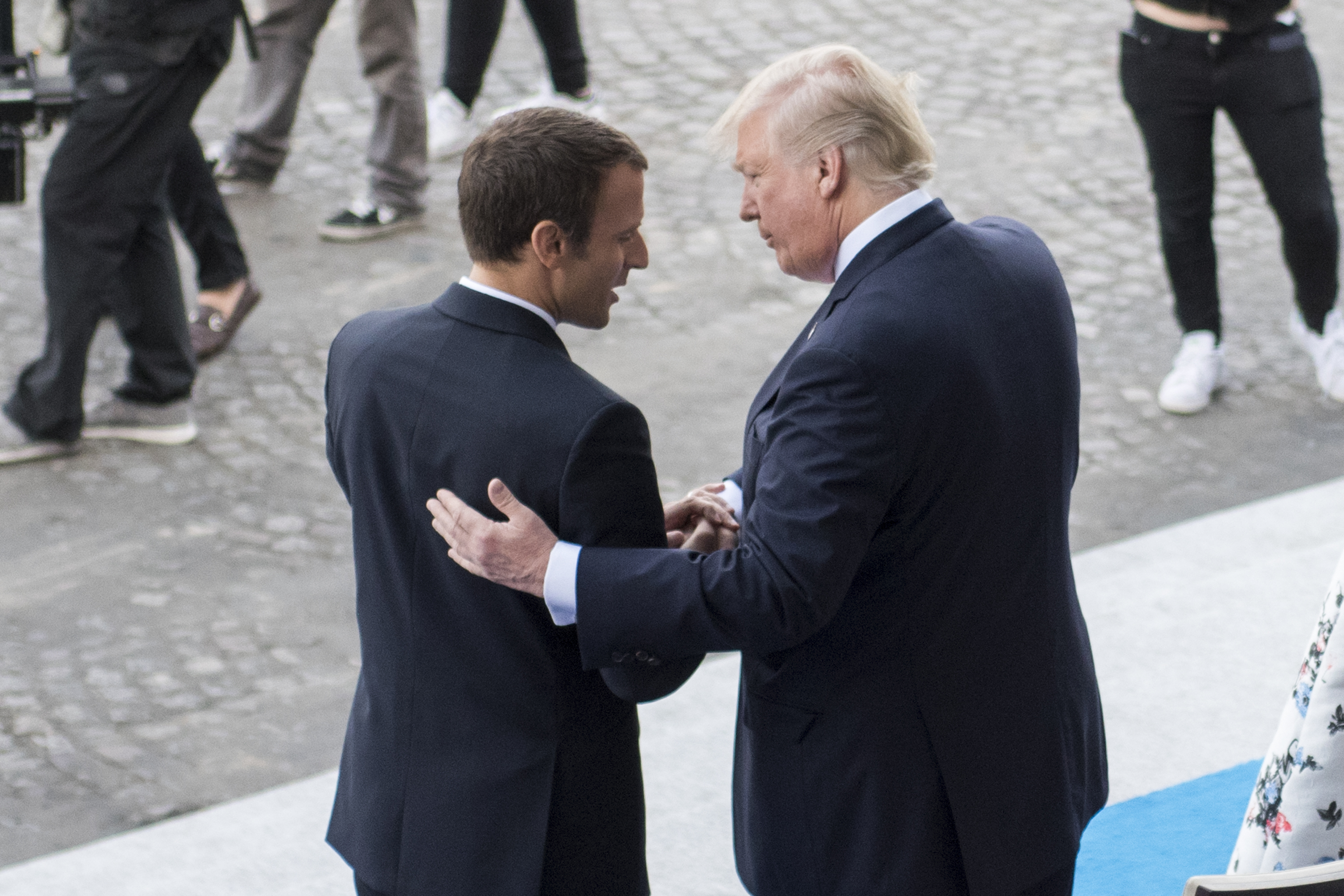
دونالد ترامپ در دیدار با امانوئل مکرون، رئیس‌جمهور فرانسه در رژه روز باستیل

ترامپ گفته از ازدواج سنتی حمایت می‌کند. در خصوص تصمیم ابرگفل در برابر هاجز دیوان عالی در خصوص قانونی سازی سرتاسری ازدواج همجنس، او گفت: «من ترجیح می‌دادم، می‌دانید، ایالت تصمیم بگیرند؛ ولی آن‌ها تصمیم گرفتند… پس، در نقطهٔ معینی شما باید در خصوص آن واقع بین باشید.»

#### مهاجرت
در خصوص مهاجرت، ترامپ بر امنیت مرزهای آمریکا تأکید کرده است. او طی نخستین گردهمایی انتخاباتی در دری، نیوهمپشایر مدعی شد در صورت پیروزی در انتخابات، مهاجرین غیرقانونی در روز اول ریاست جمهوری من بیرون می‌شوند و سریع بیرون می‌شوند.
ترامپ با شهروندی از طریق تولد مخالف است، و معتقد است که نباید توسط متمم چهاردهم قانون اساسی ایالات متحده آمریکا محافظت شود.
گرچه بسیاری از سیاست‌های پیشنهادی ترامپ تا حدی زیادی با اقبال رأی‌دهندگان طبقهٔ کارگر مواجه شده، کارشناسان سیاسی برخی از آن‌ها را بسیار مجادله برانگیز و غیرواقع بینانه می‌دانند، از آن جمله دیپورت در حدود ۱۱ میلیون مهاجر غیرقانونی در آمریکا، ایجاد یک دیوار بزرگ در مرز آمریکا-مکزیک، و گسترش استفاده از روش‌های بازجویی پرخاشگرانه است. شخصیت ترامپ نیز مورد حمله قرار گرفته، و رقبای سیاسی او را «تفرقه انداز»، «غیرجدی» و یک «قلدر» دانسته و حملات شخصی مکرر او به روزنامه‌نگاران، سیاسیون و نامزدهای رقیب را محکوم کرده‌اند.
ترامپ در پاسخ به تیراندازی ۲۰۱۵ سن برناردینو خواهان منع کامل «ورود مسلمانان به آمریکا تا زمانی شده که مقامات کشورمان بتوانند بفهمند چه چیزی دارد رخ می‌دهد.» این بیانیه مطبوعاتی او انتقادات گسترده‌ای هم در داخل و هم در خارج از آمریکا به خود جلب کرد از جمله نخست‌وزیر بریتانیا دیوید کامرون، نخست‌وزیر فرانسه مانوئل والس و وزیر امور خارجه کانادا استفان دیون. پنتاگون در بیانیه‌ای هر چیزی را که روایت داعش در خصوص عناد آمریکا با دین اسلام را تکرار کند مطمئناً مغایر با ارزش‌ها و امنیت ملی آمریکا دانست. ترامپ در گفتگویی با صبح بخیر آمریکا، قیاسی بین طرح خود و اقدامات فرانکلین دلانو روزولت در جریان جنگ جهانی دوم برقرار کرد.

#### انرژی و اقلیم
ترامپ گرمایش جهانی را «یک حقهٔ کامل» خوانده است. او همچنین گفته که «مفهوم گرمایش جهانی از سوی چین و برای غیررقابتی کردن تولید در آمریکا ایجاد شده است» گرچه او بعدتر توضیح داد این یک جوک بوده است. او گفته که آژانس حفاظت محیط زیست ایالات متحده آمریکا مانعی بر سر رشد و اشتغال است. ترامپ موافق افزایش شکست هیدرولیکی است و از انرژی جایگزین باد انتقاد کرده، گفته «آسیاب‌های بادی هر کشوری را که به آن می‌رسند دارند نابود می‌کنند» و انرژی «غیرقابل اطمینان و افتضاح» تولید می‌کنند.

#### اقتصاد و تجارت

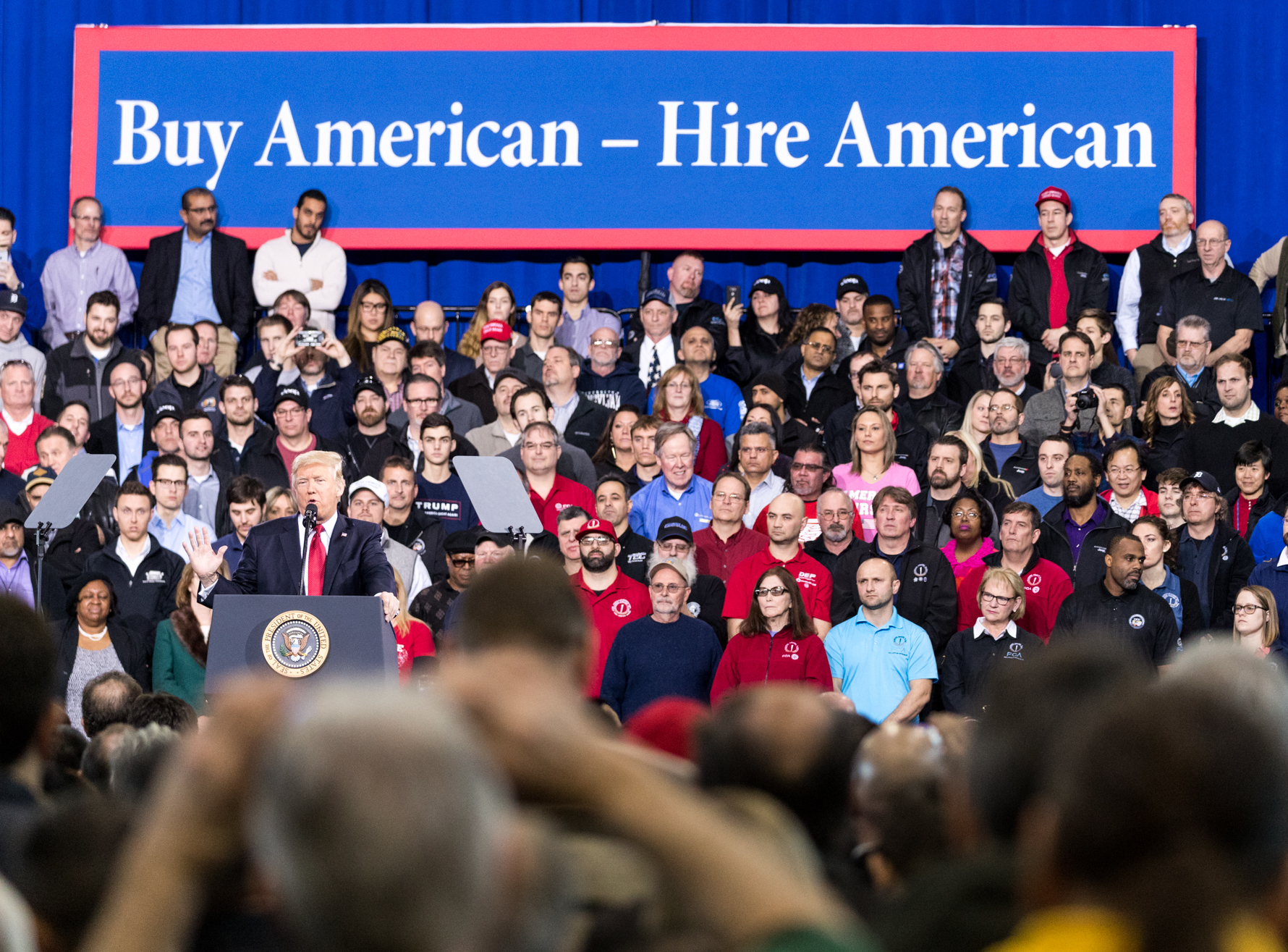
ترامپ در گفتگو با کارگران خودروسازی در میشیگان، ۲۰۱۷

برنامهٔ مالیاتی کارزار ترامپ خواهان رساندن نرخ مالیات بر ابرشرکت‌ها به ۱۵٪، حذف راه‌های فرار و کاهش‌های مالیاتی، و کاستن تعداد از طبقه‌های مالیات بر درآمد بود: بالاترین نرخ آن از ۳۹٬۶ به ۲۵ درصد می‌رسید و یک طبقه بزرگ صفر ایجاد می‌شد مالیات بر ارث حذف می‌شد. اظهارات ترامپ دربارهٔ حداقل دستمزد ضدونقیض بوده‌اند.
در دسامبر ۲۰۱۷ اصلاحات مالیاتی نهایتاً نرخ مالیات ابرشرکت‌ها را به ۲۱٪ کاهش داد، طبقه‌های مالیات شخصی را کم کرد، اعتبار مالیاتی فرزندان را افزایش داد و حد آستانهٔ مالیات بر ارث را دو برابر کرد و به ۱۱٫۲ میلیون دلار رساند.
ترامپ خود را از حامیان "تجارت آزاد " خوانده، ولی می‌گوید تجارت باید به‌طور منطقی‌ای "منصفانه" باشد.
او اغلب «حمایت گرا» خوانده شده
چرا که از قرارداد تجارت آزاد آمریکای شمالی،
و شراکت ترنس-پسیفیک (TPP) انتقاد کرده، و پیشنهاد داده تعرفه‌ها بر مالیات از چین و مکزیک به‌طور شایان توجهی افزایش یابد. او همچنین منتقد سازمان تجارت جهانی بوده، و تهدید کرده اگر تعرفه‌های پیشنهادیش پذیرفته نشوند از آن خارج خواهد شد. به هر روی ترامپ نسبت به یک قرارداد تجاری «منصفانه» با بریتانیا پس از خروج بریتانیا از اتحادیه اروپا که ترامپ می‌گوید برای هر دو طرف خوب خواهد بود بسیار مشتاق بوده است.

#### آموزش
ترامپ از انتخاب مدرسه و کنترل محلی بر مدارس ابتدایی و متوسطه حمایت کرده است. او با طرح استاندارهای آموزشی کامن کور برای مدارس مخالف است و کامن کور را فاجعه‌ای خوانده که باید متوقف شود.

#### مطبوعات و رسانه‌ها
به رویکرد ترامپ در مواجهه با مطبوعات انتقاد شده است. ترامپ خبرنگاران را «دشمن مردم» نامید و از روزنامه‌نگاری مشروع به عنوان «اخبار جعلی» یاد کرد. مارگارت سالیوان، ستون نویس گاردین اظهار داشت: «ترامپ تهدیدی آشکار برای روزنامه‌نگاران، سازمان‌های خبری و آزادی مطبوعات در ایالات متحده و سراسر جهان است.»

### سیاست خارجی
ترامپ حامی عدم مداخله و ملی‌گرا توصیف شده است. او از افزایش هزینه دفاعی آمریکا حمایت می‌کند، ولی خواهان کاستن از هزینه کرد آمریکا در ناتو و منطقه اقیانوس آرام است. او می‌گوید نگاه آمریکا باید به درون باشد، از «ملت سازی» دست بردارد، و منابع خود را در راستای نیازهای داخلی جهت دهی کند. او این را زیر سؤال برده که به عنوان رئیس‌جمهور تضمین‌های امنیتی را به اعضای ناتو تسری دهد، و اشاره کرده که شاید ناتو را ترک کند مگر این که در این ائتلاف‌ها تغییری ایجاد شود. ترامپ خواهان آن شده که ژاپن هزینه‌های سربازان آمریکایی مستقر در آنجا را بپردازد و این که در صورت لزوم سلاح هسته‌ای بسازد تا از خود در برابر کره شمالی محافظت کند.

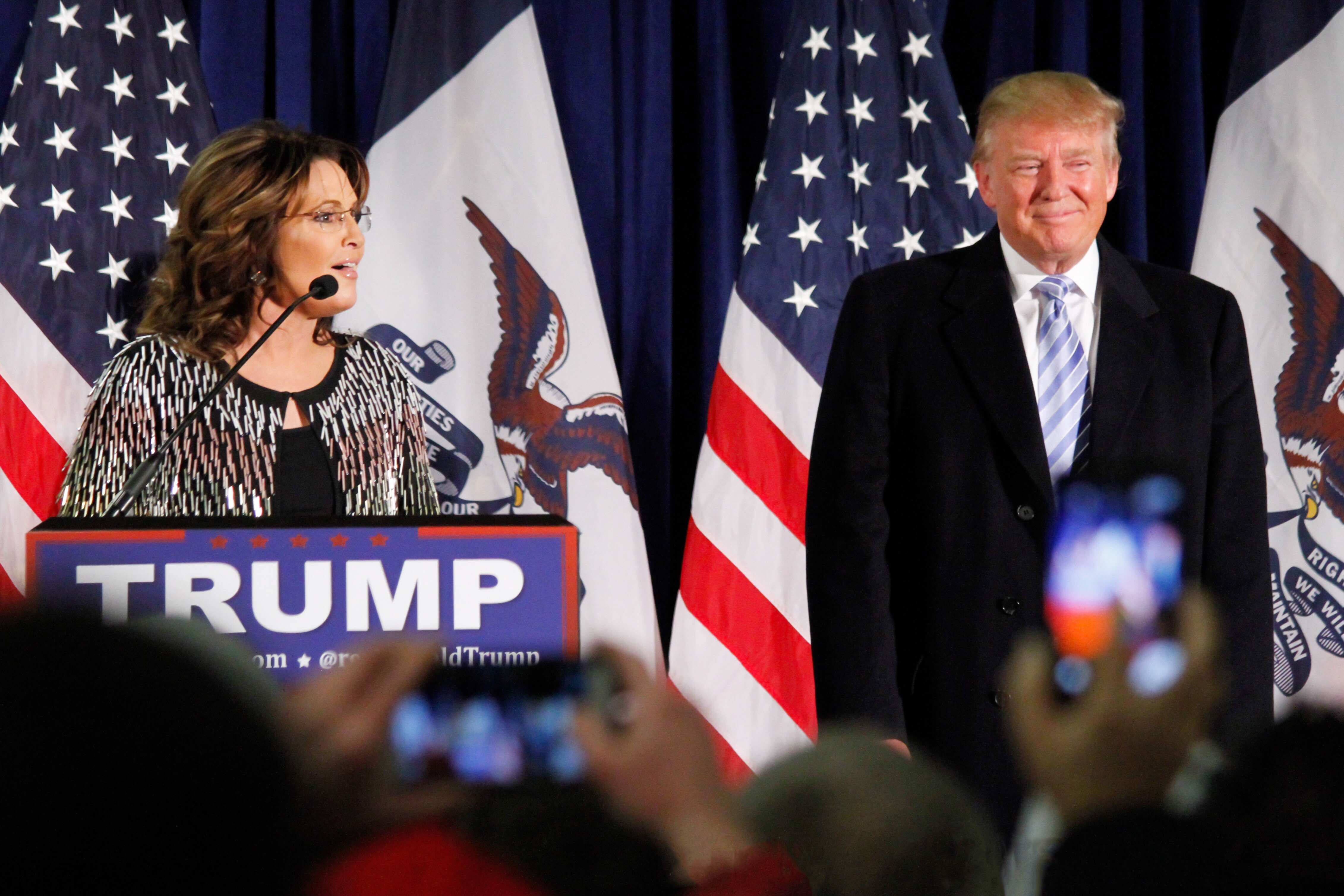
ترامپ و سارا پیلین، فرماندار سابق آلاسکا، ژانویه ۲۰۱۶

در روز جمعه ۲۶ آوریل ۲۰۱۹ دونالد ترامپ خروج ایالات متحده را از «معاهده تجارت تسلیحات» که سال ۲۰۱۳ به امضای دولت وقت این کشور رسیده بود، اعلام کرد. ترامپ در سخنرانی‌اش در انجمن ملی سلاح ضمن امضای سندی در رابطه با خروج از این پیمان گفت که دولت او هرگز استقلال آمریکا را قربانی نخواهد کرد.»
همزمان با آغاز سال میلادی ۲۰۱۹، ایالات متحده آمریکا خروج این کشور از سازمان یونسکو را به‌طور رسمی اجرایی ساخت. پس از خروج دولت رونالد ریگان از سازمان یونسکو در سال ۱۹۸۴ که تا سال ۲۰۰۳ به طول انجامید، این دومین دولت آمریکایی است که چنین اقدامی را انجام داده است.

#### داعش، سوریه و افغانستان
در خصوص مقابله با داعش، خواهان فرستادن ۲۰٬۰۰۰ تا ۳۰٬۰۰۰ سرباز آمریکایی به منطقه شده، موضعی که او از آن عقب‌نشینی کرده است. او سپس استدلال کرده که متحدین منطقه‌ای آمریکا، نظیر عربستان سعودی باید به این نبرد سرباز بفرستند. او همچنین معتقد است که میدان‌های نفتی در کنترل داعش باید بمباران شود. ترامپ در ۷ آوریل ۲۰۱۷ فرمان حمله موشکی به پایگاه هوایی الشعیرات را صادر کرد. او از استفاده از روش‌های بازجویی پرخاشگرانه مثل القای حس غرق‌شدن «و یک عالمه بدتر از آن»، در خصوص تروریست‌ها حمایت کرده است.
ترامپ پیش از رسیدن به ریاست جمهوری نسبت به مداخله آمریکا در افغانستان بدبین بود با این حال تعداد قشون آمریکا در این کشور در اوایل ریاست جمهوری او از ۸٬۵۰۰ به
۱۴٬۰۰۰افزایش یافت. در دوره ریاست جمهوری او آمریکا وارد مذاکره مستقیم با طالبان شد تا این که در فوریه ۲۰۲۰ طرفین به یک توافق صلح دست یافتند که در صورت اجرا آمریکا تمام سربازان خود را از این کشور خارج خواهد کرد.

#### کره شمالی

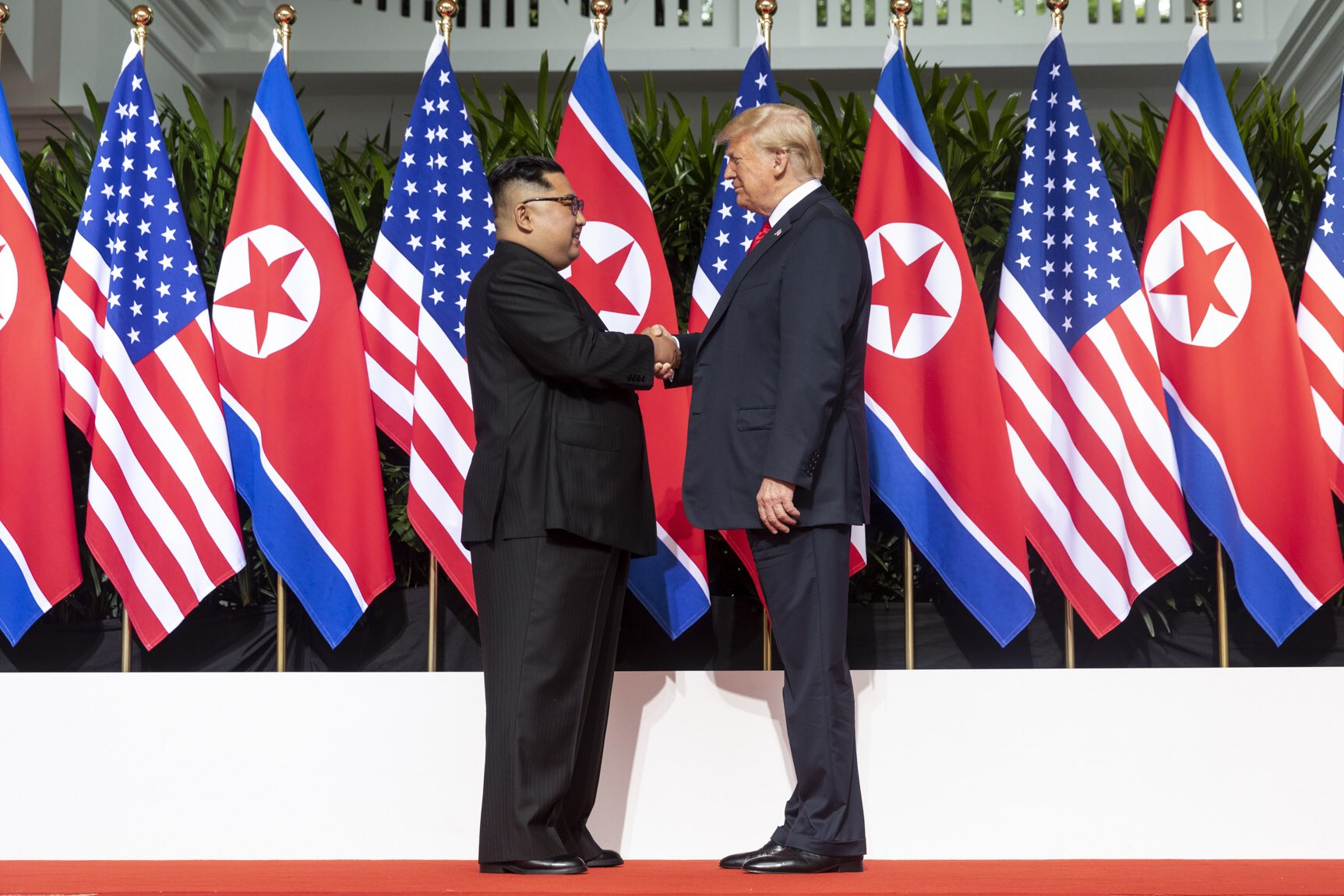
ملاقات ترامپ و کیم جونگ اون در نشست ۲۰۱۸ کره شمالی و ایالات متحده در اجلاس سنگاپور، ژوئن ۲۰۱۸

در سال ۲۰۱۷، سلاح‌های هسته ای کره شمالی به عنوان یک تهدید جدی تلقی می‌شد. در آن سال، ترامپ واکنش خود به این موضوع را افزایش داد و هشدار داد که تجاوز کره شمالی را با «آتش و خشمی که جهان مانند آن را هرگز ندیده» روبرو خواهد کرد و گفت اگر «مجبور» به دفاع از خود یا متحدان خود شود، ایالات متحده «کره شمالی را کاملاً نابود خواهد کرد». در سپتامبر ۲۰۱۷، ترامپ افزایش تحریم‌های کره شمالی را اعلام کرد و گفت که خواهان «خلع کامل سلاح هسته‌ای» کره شمالی است و با رهبر آن کشور، کیم جونگ اون تماس تلفنی برقرار کرد. پس از این دوره تنش، ترامپ و کیم حداقل ۲۷ نامه رد و بدل کردند (که ترامپ آنان را «نامه‌های عاشقانه» توصیف کرد)، هر دو این رابطه را یک دوستی شخصی گرم توصیف کردند.
به پیشنهاد کیم جون اون، او و ترامپ در ژوئن ۲۰۱۸ در سنگاپور دیدار کردند. کیم قصد خود برای «خنثی سازی کامل شبه جزیره کره» تأیید کرد، اما نشست دوم آنان در هانوی در فوریه ۲۰۱۹ به‌طور ناگهانی و بدون توافق خاتمه یافت. هر دو کشور یکدیگر را مقصر دانستند و گزارشهای مختلفی از مذاکرات ارائه دادند. در ژوئن ۲۰۱۹، ترامپ، کیم و رئیس‌جمهور کره جنوبی مون جه-این مذاکرات کوتاهی را در منطقه غیرنظامی کره انجام دادند و این اولین باری بود که رئیس‌جمهور وقت آمریکا به کره شمالی قدم گذاشت. ترامپ و کیم توافق کردند که مذاکرات را از سر بگیرند. گفتگوها در اکتبر ۲۰۱۹ پس از یک روز به شکست انجامید. کره شمالی به ساخت زرادخانه سلاح‌های هسته ای و موشک‌های بالستیک خود ادامه داد.

#### روسیه
ترامپ در گذشته به رسمیت شناختن کریمه به عنوان بخشی از خاک روسیه و رفع تحریم‌ها علیه روسیه را مد نظر قرار داده است. او افزوده که روسیه می‌تواند به آمریکا در جنگ با ستیزه‌جویان داعش کمک کند. ولی در پی استعفای مایکل تی. فلین از سمت مشاور امنیت ملی، شان اسپایسر سخنگوی کاخ سفید گفت ترامپ از روسیه انتظار دارد شبه‌جزیره کریمه را به اوکراین پس دهد، و تأکید کرد که «کریمه بخشی از اوکراین است. تحریم‌های ما در ارتباط با کریمه تا وقتی روسیه کنترل کریمه را به اوکراین پس بدهد باقی می‌مانند.» او افزود که سفیر منصوب ترامپ به سازمان ملل متحد، نیکی هیلی، «قویاً اشغال کریمه از سوی روسیه را محکوم کرد.» ترامپ قول داد نشستی با ولادیمیر پوتین برگزار کند. او اضافه کرده که روسیه می‌تواند به آمریکا در جنگ با ستیزه‌جویان داعش کمک کند.

#### اسرائیل
ترامپ در خصوص منازعه فلسطین-اسراییل، بر اهمیت بیطرف بودن آمریکا در مذاکرات احتمالی تأکید کرده و در عین حال گفته «هوادار بزرگ اسرائیل» است. او از شهرک یهودی‌نشین در کرانه غربی حمایت می‌کند.

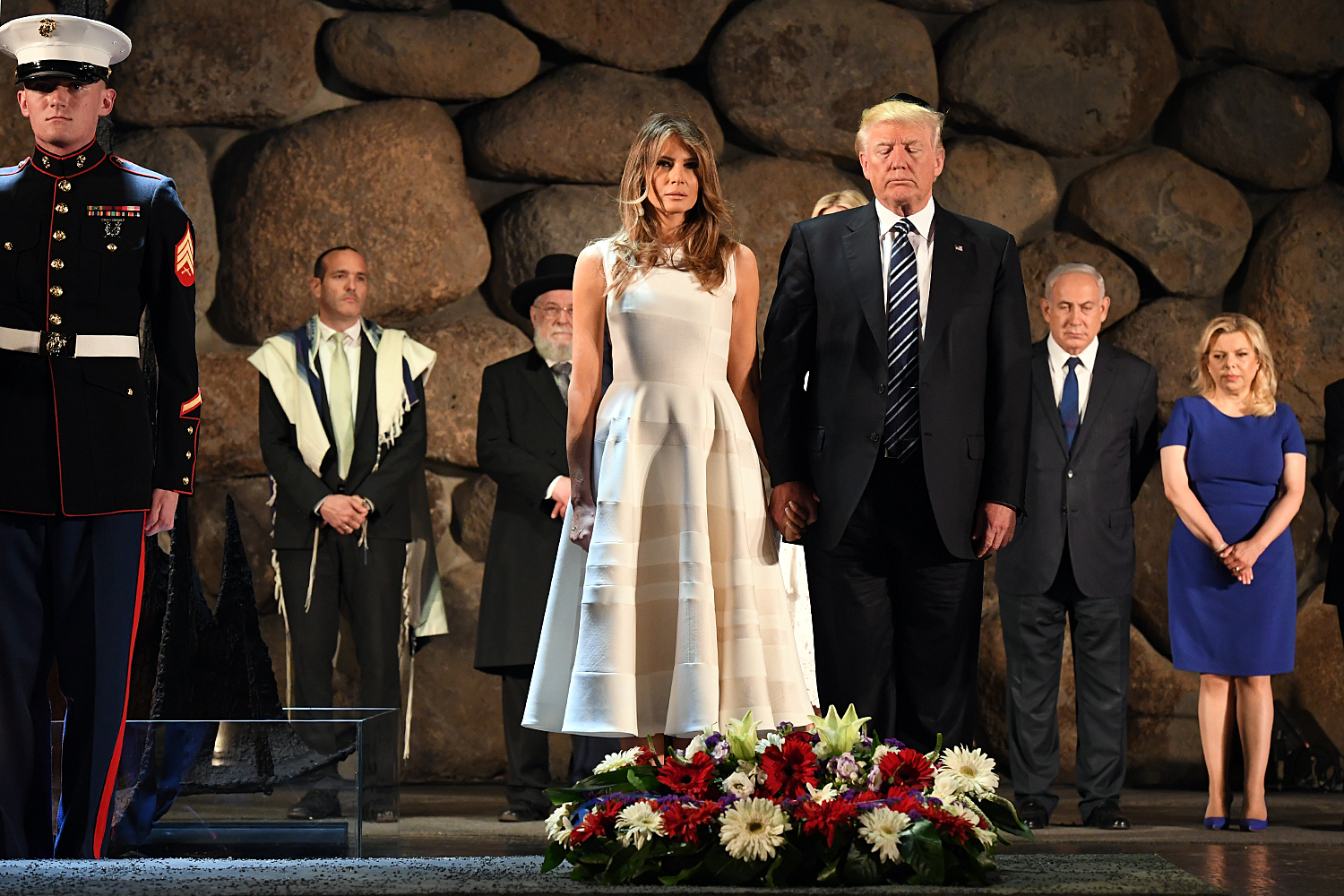
ترامپ و بنیامین نتانیاهو نخست‌وزیر اسرائیل در ید وشم، مه ۲۰۱۷

ترامپ از بسیاری از سیاست‌های بنیامین نتانیاهو نخست‌وزیر اسرائیل حمایت کرد. به دستور ترامپ، ایالات متحده در سال ۲۰۱۷ قدس را به عنوان پایتخت اسرائیل به رسمیت شناخت و در ماه مه ۲۰۱۸ سفارت خود را در قدس افتتاح کرد. مجمع عمومی سازمان ملل متحد این اقدام را محکوم کرد. در مارس ۲۰۱۹، ترامپ با به رسمیت شناختن بلندی‌های جولان به عنوان خاک اسرائیل، دهه‌ها سیاست ایالات متحده را معکوس کرد، اقدامی که اتحادیه اروپا و اتحادیه عرب آن را محکوم کردند.
در تابستان سال ۲۰۲۰، دولت ترامپ که طرح صلح خاورمیانه را در ژانویه آن سال منتشر کرده بود، واسطه شد تا امارات متحده عربی، و بحرین با اسرائیل پیمان صلح امضا کنند و روابطشان را عادی کنند.

#### ایران
ترامپ حکومت موجود در ایران را «حکومت یاغی» خوانده، در عین حال اظهار داشته خواستار تغییر رژیم نیست. او مکرراً از برنامه جامع اقدام مشترک (برجام) که با مذاکره بین ایران، آمریکا و پنج قدرت جهانی دیگر در سال ۲۰۱۵ حاصل شد انتقاد کرده، آن را «افتضاح» خوانده و گفته دولت اوباما «از سر درماندگی» این توافق را مذاکره کرده است.

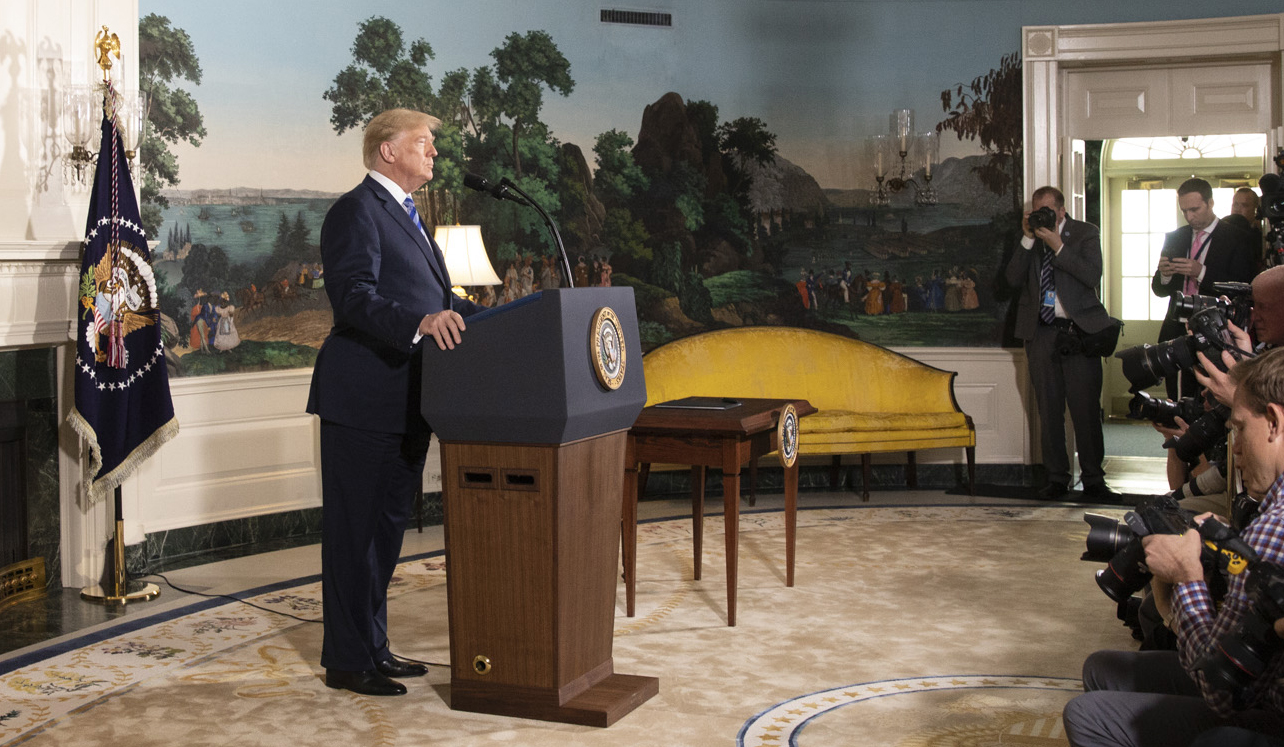
ترامپ در کاخ سفید کناره‌گیری خود را از برجام اعلام می‌کند.

در ماه مه ۲۰۱۸، ترامپ خروج آمریکا از برجام را اعلام کرد. پس از خروج از توافق، دولت ترامپ سیاست «فشار حداکثری» بر ایران از طریق تحریم‌های اقتصادی اعمال کرد، اما سایر طرف‌های معامله برجام از این موضوع حمایت نکردند. وزارت خارجه ترامپ در ژوئیه ۲۰۱۷ پایبندی ایران به این معامله را تأیید کرد، اما ایران در ماه مه سال ۲۰۲۰ برخی از شرایط خود در برجام عقب‌نشینی کرد و در سپتامبر آژانس بین‌المللی انرژی هسته‌ای گزارش داد که ایران ده برابر مقدار مجاز، اورانیوم غنی شده تحت برنامه برجام دارد. در تابستان سال ۲۰۲۰ ایالات متحده در شورای امنیت سازمان ملل متحد به صورت یک طرفه مکانیسم ماشه را فعال کرد ولی نتوانست مانع رفع تحریم فروش اسلحه توسط ایران به دیگر کشورها شود. فقط جمهوری دومنیکن با ایالات متحده به تحریم تسلیحاتی ایران رای مثبت داد.
به دنبال آزمایش‌های موشکی ایران در ژانویه ۲۰۱۷، دولت ترامپ ۲۵ فرد و نهاد ایرانی را تحریم کرد. در اوت ۲۰۱۷، ترامپ قانون مقابله با دشمنان آمریکا از طریق تحریم‌ها را امضاء کرد که تحریم‌های بیشتری علیه ایران، روسیه و کره شمالی اعمال می‌کند.
در ژانویه سال ۲۰۲۰، ترامپ دستور حمله هوایی به فرودگاه بین‌المللی بغداد را صادر کرد که منجر به کشته شدن فرمانده نیروی قدس قاسم سلیمانی، فرمانده حشد شعبی ابومهدی المهندس و هشت نفر دیگر شد. چند روز بعد، ایران با حملات هوایی علیه پایگاه هوایی عین الاسد در عراق مقابله به مثل کرد. بیش از صد نفر از سربازان آمریکایی دچار ضربه مغزی شدند. ترامپ علناً تهدید کرد که در صورت مقابله به مثل ایران به اماکن فرهنگی ایران حمله خواهد کرد یا «به طرز نامتناسبی» واکنش نشان خواهد داد.

### استیضاح اول
ترامپ در طول دورهٔ ریاست جمهوری خود، دو بار استیضاح شده است. استیضاح اول با رای منفی سنا به نتیجه نرسید و استیضاح دوم هم با رای منفی سنا به نتیجه نرسید.
مجلس نمایندگان آمریکا، در تاریخ ۱۹ دسامبر ۲۰۱۹، رای به استیضاح ترامپ داد. مجلس نمایندگان آمریکا، ترامپ را به سوءاستفاده از قدرت و ممانعت از تحقیقات کنگره متهم کرد. این دو اتهام در مجلس سنا برای تأیید نهایی استیضاح وی از ریاست جمهوری ایالات متحده آمریکا پیگیری شد و سرانجام مجلس سنا او را از هر دو اتهام تبرئه کرد؛ و او در مقام ریاست جمهوری خود ابقا شد. استفانی گریشام سخنگوی کاخ سفید پس از اعلام نتایج نهایی بررسی موارد اتهامی استیضاح در بیانیه‌ای اعلام کرد: امروز، تلاش به استیضاح تقلبی با همنوایی دموکرات‌ها، با تبرئه کامل پرزیدنت دونالد ترامپ پایان یافت.

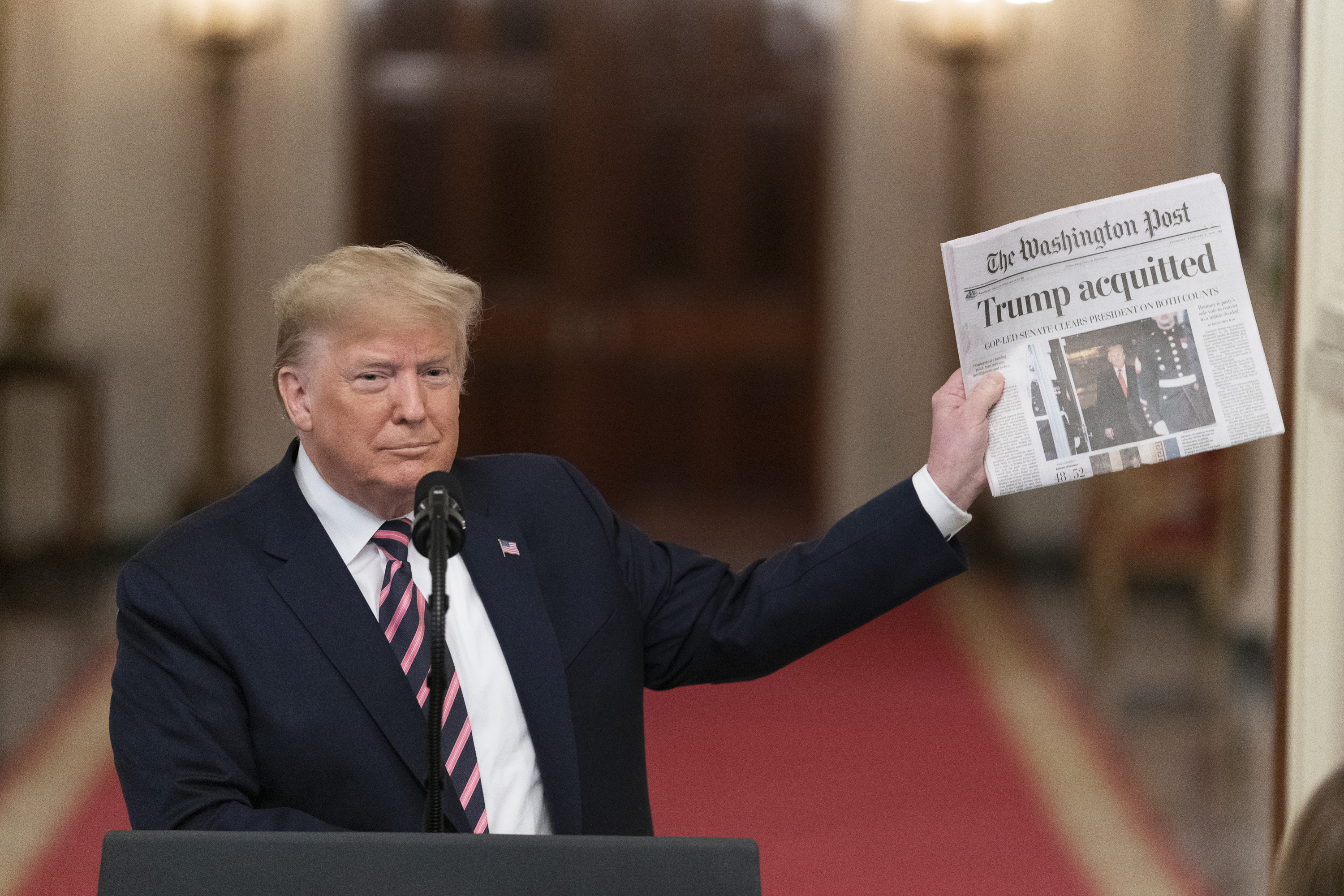
نمایش صفحه نخست روزنامه واشینگتن پست از تبرئه خود توسط سنا

ترامپ در فردای استیضاح و در یک سخنرانی عمومی گفت «این هیچ وقت نباید برای هیچ رئیس‌جمهوری روی دهد. این فشارها خیلی سنگین بود و اگر جیمز کومی را [از اف‌بی‌آی] اخراج نکرده بودم، شاید حتی امروز این‌جا نمی‌ایستادم. ما هیچ کار خطایی نکرده بودم و برای ما جهنم درست کردند. می‌خواهم با تشکر از دوستان آغاز کنم چرا که در نبرد و چالش است که آدم دوست‌هایش را پیدا می‌کند. به نظرم با هرچه سر ما آمد، بیشترین موفقیت و دستاوردها را داشته‌ایم. به جای این همه فشاری که برما آوردند، می‌توانستیم خیلی بهتر کار کنیم؛ ولی همین‌طور فشار دادند و من را به استیضاح کشاندند. تلفنی که بسیار عالی بود و هیچ مشکلی نداشت دستمایه کرده و استیضاح را اجرا کردند؛ ولی حالا دیگر تمام شد و واژه خیلی خوبی هم برای آن هست: تبرئه کامل.»

### انتخابات ریاست جمهوری ۲۰۲۰
دونالد ترامپ که برای دومین دوره ریاست‌جمهوری خود نامزد شده بود، بدون مواجه‌شدن با چالش مهمی در انتخابات مقدماتی نامزد نهایی حزب خود شد. کمیته ملی حزب جمهوری‌خواه نیز در ۲۵ ژانویه ۲۰۱۹ به صورت غیررسمی از نامزدی او حمایت کرد.
انتخابات مقدماتی جمهوری‌خواهان در چند ایالت به نشانه حمایت از دونالد ترامپ برگزار نشد. جمهوری‌خواهان در ایالاتی چون نیویورک و هاوایی بلافاصله بعد از کنسل کردن برگزاری انتخابات مقدماتی، ترامپ را برنده آرا حزبی خود اعلام کردند و برخی دیگر چون نوادا برای انجام این کار تا برگزاری کنوانسیون ملی جمهوری‌خواهان صبر کردند.

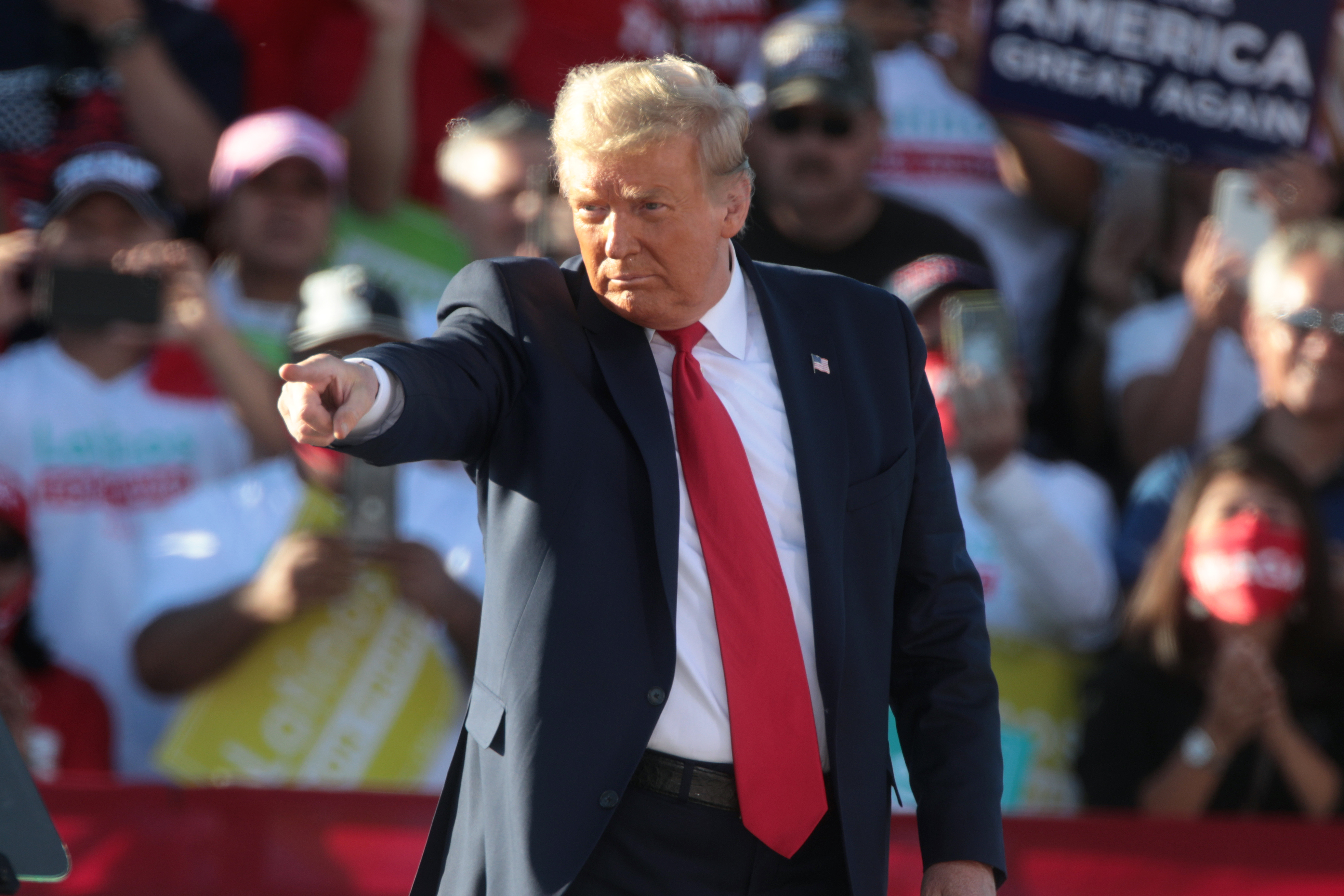
ترامپ در آریزونا در حال برگزاری یک راهپیمایی برای کمپین انتخاباتی خود

کمپین انتخاباتی ترامپ اساساً بعد از پیروزی در انتخابات ۲۰۱۶ هم ادامه‌دار بود و صاحب‌نظران تاکتیک او مبنی بر ادامه گردهمایی‌های انتخاباتی در طول دوره ریاست‌جمهوری‌اش را «کمپین بی‌پایان» توصیف کرده‌اند. ترامپ حتی در ایالاتی نظیر کارولینای جنوبی و نوادا که انتخابات مقدماتی حزب جمهوری‌خواه خود را به نشانه حمایت از او کنسل کرده‌اند هم گردهمایی انتخاباتی برگزار کرد.
دونالد ترامپ همه انتخابات‌های مقدماتی که جمهوری‌خواهان برای این دوره برگزار کردند را برنده شد و در ۱۷ مارس ۲۰۲۰، بعد از اینکه آرای حزبی موردنیاز برای تبدیل‌شدن به نامزد نهایی حزب در کنوانسیون ملی جمهوری‌خواهان را کسب کرد، نامزد مقدر حزب خود شد.

#### شکست در انتخابات
نهایتاً در انتخابات نهایی ۲۰۲۰، ترامپ از رقیب دموکرات خود، جو بایدن، شکست خورد. او در این دوره ۲۱۴ رای الکترال به دست آورد. با این حال ترامپ شکست را نپذیرفت و خواستار گرفته‌شدن تصمیم نهایی در مورد نتیجه انتخابات توسط دیوان عالی شد.
دونالد ترامپ در اولین واکنش خود طی بیانیه ای بدون ارائه شواهدی جهت تقلب گفت: «خیلی مانده تا این انتخابات تمام شود» و «ما همه می‌دانیم که جو بایدن عجله دارد که به غلط خود را برنده انتخابات جا بزند و چرا متحدان رسانه‌ای او این قدر سخت در تلاش هستند تا کمکش کنند: نمی‌خواهند واقعیت آشکار شود». او گفت که هفته آینده نتایج انتخابات را در دادگاه عالی زیر سؤال خواهد برد.
رودی جولیانی، وکیل دونالد ترامپ گفت که چهار شاهد عینی از وجود تخلف در انتخابات دارد و به ادعای او «دادگاه می‌تواند کل انتخابات را باطل کند یا بعضی از آرای شعب خاص» و اگر آزای مشکل دار حساب نشود، نتیجه تغییر خواهد کرد.

#### بسته شدن حساب توییتر
در تاریخ ۸ ژانویه ۲۰۲۱، توییتر حساب رسمی دونالد ترامپ را به دلیل تشویش و ترغیب به خشونت بیشتر از جانب وی، به‌صورت دائمی مسدود کرد. اما بعد از خرید توییتر توسط ایلان ماسک پس از یک نظرسنجی در این پلتفرم اکانت دونالد ترامپ دوباره فعال شد.

### استیضاح دوم
مواد استیضاح ترامپ به اتهام تحریک به فتنه علیه حکومت ایالات متحده در ۱۱ ژانویه تقدیم مجلس نمایندگان شد. اکثریت نمایندگان این مجلس با حضور هر دو حزب با رای ۲۳۲ به ۱۹۷ به استیضاح ترامپ رای دادند که او را بدل به نخستین صاحب منصب ایالات متحده کرد که دو بار استیضاح شده است. ده جمهوریخواه به استیضاح او رای موافق دادند که بیشترین تعداد اعضای یک حزب است که به استیضاح یک رئیس‌جمهور از حزب خود رای می‌دهند.

## پس از نخستین دوره ریاست‌جمهوری
ترامپ پس از اتمام دوره ریاست جمهوری‌اش برای زندگی به باشگاه مار-ئه-لاگوی در پام بیچ، فلوریدا رفت. آن‌چنان‌که لایحه روسای جمهور سابق در اختیار او قرار می‌دهد، او دفتری برای اداره فعالیت‌های پسا ریاست جمهوریش در آنجا ایجاد کرد. ترامپ دفتری در مار-ئه-لاگو برای رسیدگی به فعالیت‌های پسا ریاست جمهوری‌اش ایجاد کرد. ترامپ در ماه‌های پس از ریاست جمهوریش حضور عمومی فعالی نداشته، با دوستان و رهبران حزب دیدار کرده، در مورد آینده‌اش تفکر کرده و گلف بازی کرده است.
ادعاهای دروغین ترامپ دربارهٔ انتخابات ۲۰۲۰ عموماً از سوی رسانه‌ها و منتقدان او «دروغ بزرگ» نام گرفت. در مه ۲۰۲۱، ترامپ و هوادارانش سعی کردند از این لفظ برای مقصود خویش استفاده کنند، و ازخود انتخابات به این عنوان یاد کردند. حزب جمهوریخواه از روایت دروغین ترامپ دربارهٔ انتخابات برای توجیه وضع کردن محدودیت‌ها بر رای دهی به نفع خود استفاده کرد.

### تحقیقات اف‌بی‌آی

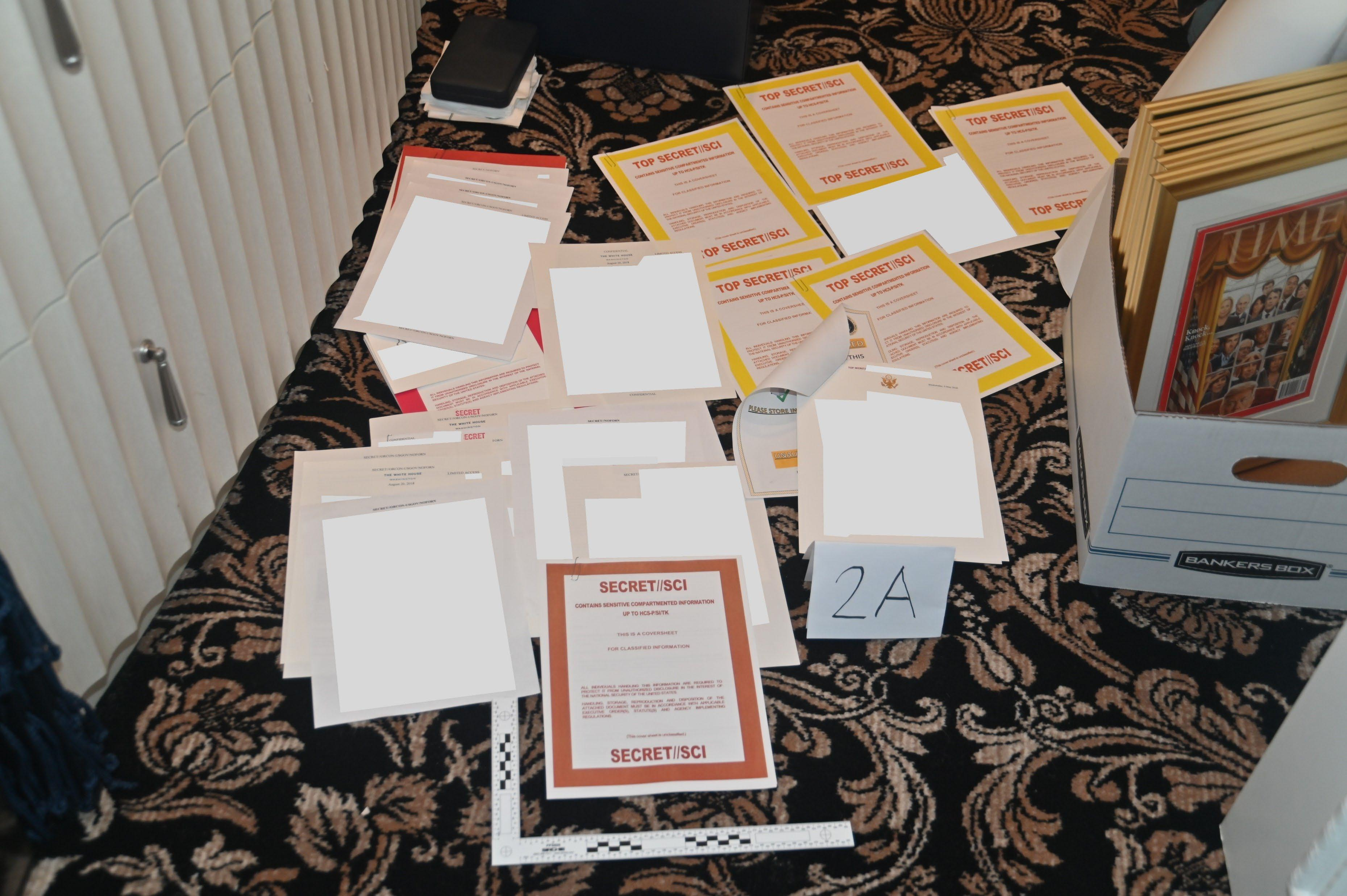
اسناد اطلاعاتی طبقه‌بندی شده که در حین تفتیش از مار-ئه-لاگو پیدا شد.

پس از ترک از کاخ سفید در ژانویه ۲۰۲۱، ترامپ برخی از اسناد دولتی را به اقامتگاه شخصی خود در مار-ئه-لاگو برد. در ماه مه ۲۰۲۱، دفتر ملی بایگانی و مدارک آمریکا (NARA) که سوابق دولتی را حفظ و نگهداری می‌کند، متوجه شد که اسناد مهمی در پایان دوره ترامپ به آنها تحویل داده نشده و از دفتر ترامپ خواست تا آنها را برگرداند. در ژانویه ۲۰۲۲، دفتر ملی آمریکا ۱۵ جعبه از سوابق کاخ سفید را از مار-ئه-لاگو پیدا کرد و بعداً به وزارت دادگستری اطلاع داد که برخی از اسناد بازیابی شده جزء مواد طبقه‌بندی شده محرمانه بودند. وزارت دادگستری در آوریل ۲۰۲۲ تحقیقات در این مورد را آغاز کرد و هیئت منصفه بزرگی را تشکیل داد. وزارت دادگستری در ۱۱ مه احضاریه ای برای ترامپ ارسال کرد تا اطلاعات بیشتری دریافت کند. در ۳ ژوئن، مقامات وزارت دادگستری از مار-ئه-لاگو کردند و برخی اسناد طبقه‌بندی شده را از وکلای ترامپ دریافت کردند. یکی از وکلا در تعهدی که امضا کرده بود، ادعا کرد که تمام اسناد طبقه‌بندی شده به دولت بازگردانده شده است. در اواخر همان ماه یک احضاریه دیگر برای درخواست فیلم‌های نظارتی از مار-ئه-لاگو ارسال شد که فیلم‌ها نیز ارائه شدند.
در ۸ اوت ۲۰۲۲، مأموران اف‌بی‌آی اقامتگاه، دفتر و انبارهای ترامپ در مار-ئه-لاگو را تفتیش کردند تا اسناد و مدارک دولتی که ترامپ در هنگام خروج از ریاست جمهوری با خود برده بود را بازیابی کنند. گزارش شده که برخی از اسناد مربوط به سلاح‌های هسته ای بودند. حکم تفتیش، با تأیید مجوز مریک گارلند دادستان کل آمریکا و تأیید یک قاضی فدرال و فهرست اقلام ضبط شده در ۱۲ اوت منتشر شد. متن حکم تفتیش حاکی از بررسی موارد نقض احتمالی قانون جاسوسی و ممانعت از اجرای قوانین عدالت است. اسنادی که در جست و جو پیدا شد شامل ۱۱ مجموعه از اسناد طبقه‌بندی شده محرمانه بود که چهار مورد از آنها با عنوان "فوق سری" و یکی با عنوان "فوق سری/SCI" برچسب گذاری شده بودند که بالاترین سطح طبقه‌بندی یک سند در دولت آمریکا است.

### کارزار ریاست جمهوری ۲۰۲۴
در ۱۵ نوامبر ۲۰۲۲، ترامپ نامزدی خود برای انتخابات ریاست جمهوری سال ۲۰۲۴ را اعلام کرد و حسابی برای جمع‌آوری کمک‌های مالی ایجاد کرد.

#### سیاست‌های مربوط به ایران و تلاش به‌منظور سوءقصد
ترامپ بارها اعلام کرده است که اولویت اصلی او، جلوگیری از دسترسی ایران به بمب اتمی است و با توجه به در نظر گرفتن این موضوع، به خبرنگاران گفته است که آمریکا باید برای توقف برنامه هسته‌ای آن کشور، با ایران به توافق برسد. ضمناً او از حملات کشور اسرائیل به تأسیسات هسته‌ای ایران، ابراز رضایت کرده است. مایک والتز، مشاور امنیت ملی منصوب شده از طرف ترامپ، خواستار اعمال «حداکثر فشار وارده» بر ایران، از جمله اعمال تحریم صادرات نفت، کشتیرانی و بانکداری بر آن کشور شده است. علاوه بر این، تیم انتخابی ترامپ برای اجرای انتقال قدرت به او، در حال حاضر به‌طور جدی در حال بررسی گزینه‌های اقدامات نظامی، تحت رهبری ایالات متحده، علیه تأسیسات هسته ای ایران و از جمله، اعمال حملات هوایی است. ترامپ شخصاً از نظر دادن در مورد احتمال وقوع جنگ با ایران امتناع کرده و گفته است که «هر چیزی ممکن است که اتفاق بیافتد» و اضافه کرده است که «در حال حاضر، وضعیت موجود بسیار بی‌ثبات است». ترامپ در پادکست روز پنجشنبه ۲۶ مهر ۱۴۰۳ خود اعلام کرد که "دوست دارد ایران را بسیار موفق ببیند. منتها مشکل در این است که آنها نمی‌توانند و نباید به سلاح هسته ای دستیابی داشته باشند."
به گزارش «بی‌بی‌سی»، سازمان اطلاعات آمریکا، به دونالد ترامپ دربارهٔ کشف توطئه دولت ایران برای ترور او، «در تلاش و به‌منظور ایجاد هرج و مرج و اغتشاش در ایالات متحده» و نیز احتمالاً برای انتقام‌گیری از حمله پهپادی آمریکا در سال ۲۰۲۰ که منجر به کشته شدن قاسم سلیمانی شد، اطلاع داده است. به‌دنبال این موضوع، ترامپ در پاسخ خود به ایران، تهدید کرد که «ایران را به خاک و خون خواهد کشید».

### کیفرخواست و دستگیری
در سال ۲۰۲۴ ترامپ در یک دادگاه ایالتی نیویورک به اتهام جعل اسناد تجاری، در ارتباط با پرداخت حق‌السکوت به استورمی دنیلز در ۳۴ فقره اتهامی در نیویورک محکوم شناخته شد، که او را بدل به نخستین رئیس‌جمهور سابق آمریکا کرد که به جرمی محکوم شده است. ترامپ در هر این احکام درخواست تجدیدنظر می‌کند. او با ۵۴ فقره جنایی دیگر در سه کیفرخواست دیگر رو به روست: یک تعقیب قضایی فدرال در فلوریدا در رابطه با سو نگهداری از اسناد طبقه‌بندی شده؛ یک کیفرخواست فدرال در واشینگتن دی سی، به اتهام توطئه و کارشکنی در تلاش برای تغییر نتیجه انتخابات ریاست جمهوری ۲۰۲۰؛ و یک کیفرخواست ایالتی در جورجیا به اتهام تبانی برای سودجویی و دیگر جرایم در تلاش برای تغییر نتیجه انتخابات ۲۰۲۰ این ایالت. در یک پرونده مدنی در سال ۲۰۲۳، یک هیئت منصفه به این نتیجه رسید که ترامپ بابت سوء استفاده جنسی و افترا به جین کارول در سال‌های ۲۰۲۳ و ۲۰۲۴ و کلاهبرداری مالی در سال ۲۰۲۴ مسئول است. وی در ژوئیه ۲۰۲۴ در کارزار انتخاباتی در باتلر، پنسیلوانیا مورد ترور ناموفق قرار گرفت.
در مارس ۲۰۲۳ یک هیئت منصفه در نیویورک ترامپ را در ۳۴ فقره جرم جعل کردن در اسناد کسب و کار مورد اتهام قرار داد. در ۴ آوریل، ترامپ خود را تسلیم کرد و دستگیر شد و به محضر دادگاه برده شد؛ او در برابر همه اتهامات ابراز بیگناهی کرد و آزاد شد. قاضی جلسه استماع حضوری بعدی را برای ۴ دسامبر مقرر کرد؛ و مهلتی تا تا ۸ اوت برای ارائه دفاعیات خود به دادگاه تعیین کرد. سرانجام در ۳۰ مهٔ ۲۰۲۴ هیئت منصفه او را در تمامی ۳۴ مورد اتهامی مجرم شناخت.

### ترور ناموفق
دونالد ترامپ در ۱۳ ژوئیه ۲۰۲۴ درحین سخنرانی انتخاباتی در ایالت پنسیلوانیا از یک ترور ناموفق جان سالم به در برد. این حادثه که منجر به زخمی شدن ترامپ و جان باختن یکی از حاضران در گردهمایی شد با واکنش‌های گسترده داخلی در ایالات متحده و بین‌المللی همراه شد و بسیاری از چهره‌های سیاسی و رهبران جهان آن را محکوم کردند.

## دومین دوره ریاست‌جمهوری (۲۰۲۵–اکنون)
ترامپ دومین دوره ریاست‌جمهوری خود را هنگام تحلیفش در ۲۰ ژانویه ۲۰۲۵ آغاز کرد. او مسن‌ترین فردی است که مقام ریاست‌جمهوری آمریکا را بر عهده گرفت و نخستین رئیس‌جمهور آمریکاست که به جرائم جدی محکوم شده است.

### اقدامات اولیه
با آغاز دوره ریاست‌جمهوری، ترامپ مجموعه‌ای از دستورهای اجرایی را امضا کرد که حدود اختیارات اجرایی را به چالش کشید. بسیاری از این دستورهای بلافاصله با چالش‌های حقوقی مواجه شدند. او در نخستین روز ریاست‌جمهوری خود بیش از هر رئیس‌جمهور دیگری دستور اجرایی صادر کرد. همچنین، او عفو گسترده‌ای برای همه شورشیان ۶ ژانویه که محکوم یا متهم شده بودند، از جمله افرادی که به پلیس حمله کرده بودند، صادر کرد و با عفو بیش از ۱٫۵۰۰ نفر و تخفیف مجازات ۱۴ نفر، اقدامی بی‌سابقه انجام داد. چهار روز پس از آغاز دومین دوره ریاست‌جمهوری، تحلیل مجله تایم نشان داد که نزدیک به دو-سوم از اقدامات اجرایی او «کاملاً یا تا حدی» با پیشنهادهای پروژه ۲۰۲۵ هم‌راستا هستند. به گفته حقوق‌دانان آمریکایی، چند اقدام او در هفته‌های اولیه با نقض قوانین فدرال، مقررات و قانون اساسی همراه بوده است. او در ماه نخست دولتش، نود دستور اجرایی، یادداشت و بخشنامه صادر کرد. تا ۷ مارس، دستورها و اقدامات او در زمینه مهاجرت، اخراج بازرسان و ناظران، کاهش نیروی کار فدرال و موارد دیگر با بیش از ۱۰۰ پرونده قضایی در سراسر کشور مواجه شدند. اقدامات او علیه جامعه مدنی، از سوی کارشناسان حقوقی و صدها اندیشمند علوم سیاسی، اقداماتی اقتدارگرایانه و عاملی برای عقب‌گرد دموکراتیک توصیف شدند.

### اخراج گسترده کارکنان فدرال
ترامپ دستور توقف استخدام در سراسر دولت فدرال را صادر کرد و به کارمندان فدرال دستور داد تا دورکاری را ظرف ۳۰ روز متوقف کنند. او خواستار بازنگری بسیاری از موقعیت‌های خدمات مدنی شد تا این مشاغل به موقعیت‌های بدون تضمین شغلی تبدیل شوند. او اخراج گسترده کارکنان فدرال را آغاز کرد، که به گفته کارشناسان حقوقی بی‌سابقه یا مغایر با قوانین فدرال بود. هدف او جایگزینی این کارکنان با افرادی بود که با برنامه‌های او هم‌راستا باشند. تا اواخر فوریه، دولت او بیش از ۳۰٬۰۰۰ نفر را اخراج کرده بود. برای تسهیل اخراج‌های بیشتر، دولت او تفسیر حقوقی جدیدی را به کار گرفت که دامنه وزارتخانه‌ها و سازمان‌هایی را که به‌عنوان نهادهای مرتبط با امنیت ملی شناخته می‌شوند، به شدت گسترش داد. این تفسیر، اتحادیه‌های کارگری فدرال را «خصمانه» اعلام کرد. دستوری اجرایی در اواخر مارس، بر اساس این تفسیر، ده‌ها وزارتخانه و سازمان را از برنامه‌های روابط کار-مدیریت فدرال مستثنی کرد و آن‌ها را به طرح دعوی برای ابطال توافق‌نامه‌های مذاکره جمعی خود واداشت. این اقدام می‌تواند حمایت‌های اتحادیه‌ای را از یک میلیون کارمند فدرال حذف کند. او دستور توقف پروژه‌های گوناگونی، انصاف و شمول (DEI) در دولت فدرال را صادر کرد و کارکنان دفاتر DEI را مرخص کرد. همچنین، او دستور اجرایی ۱۱۲۴۶ را که الزامی‌کننده اقدام جبران بی‌عدالتی نسبت به اقلیت‌ها و سیاست‌های عدم تبعیض برای پیمانکاران فدرال بود را لغو کرد.
ترامپ و ایلان ماسک در وزارت کارآمدی دولت چندین سازمان فدرال، از جمله نمایندگی ایالات متحده آمریکا برای انکشاف بین‌المللی و وزارت آموزش را عملاً منحل کردند، هزاران کارمند را به‌صورت یک‌جانبه اخراج کردند و وظایف اداری را به حداقل‌های قانونی کاهش دادند. برخی اقدامات، مانند تلاش برای انحلال دفتر حمایت از مصرف‌کننده مالی، توسط دادگاه‌های فدرال متوقف شدند. بسیاری از اقدامات او تلاش داشتند تا نهادهای مستقل سنتی را تحت کنترل مستقیم قوه مجریه و در قالب‌های کوچک‌تر قرار دهند.

### سیاست داخلی
ترامپ سیاست اقتصاد تاب‌آور را از دولت بایدن به ارث برد که با رشد اقتصادی فزاینده، نرخ بیکاری پایین و کاهش تورم همراه بود. اما به دلیل سیاست‌های تعرفه‌ای او، کاهش چشمگیر اعتماد مصرف‌کننده و افزایش انتظارات برای نرخ‌های تورمی بالاتر در میان مصرف‌کنندگان و اقتصاددانان وال‌استریت رخ داد. این امر در نهایت به سقوط بازار سهام در آوریل پس از اعلام تعرفه‌های جهانی او منجر شد.
ترامپ کمک‌های مالی فدرال را لغو و متوقف کرد و بودجه تحقیقات علمی را به شدت کاهش داد. او لابی‌گران صنعت نفت، گاز و مواد شیمیایی را به آژانس حفاظت محیط زیست منصوب کرد تا مقررات اقلیمی و کنترل آلودگی را لغو کنند. او یک وضعیت اضطراری در انرژی ملی اعلام کرد که به تعلیق مقررات زیست‌محیطی، تسهیل قوانین استخراج سوخت‌های فسیلی و محدود کردن پروژه‌های انرژی تجدیدپذیر منجر شد. او دستور بازنگری در «قانونیت و کارایی مسلسل» حکم خطر آژانس حفاظت از محیط زیست را آغاز کرد که پایه اکثر مقررات فدرال در مورد گازهای گلخانه‌ای است. همچنین، او بار دیگر ایالات متحده را از توافق پاریس در مورد تغییرات اقلیمی خارج کرد.
ترامپ مشکلات جامعه را به گوناگونی، انصاف و شمول و ووک نسبت داد و با مساوی پنداشتن گوناگونی با بی‌کفایتی، سیاست‌های حامی تنوع و گوناگونی در دولت فدرال را لغو کرد. دولت او به شدت علیه حقوق افراد تراجنسیتی و آنچه «ایدئولوژی جنسیتی» نامید، اقدام کرد. او با دستورهای اجرایی تلاش کرد تا جامعه مدنی را مطابق با ترجیحات خود بازسازی کند. به بهانه گوناگونی، انصاف و شمول و یهودستیزی، او نهادهای فرهنگی و شصت دانشگاه را تهدید کرد و شرکت‌های حقوقی را وادار به تسلیم در برابر برنامه سیاسی خود کرد.

### مهاجرت
در نخستین روزهای ریاست‌جمهوری، ترامپ به مأموران گشت مرزی دستور داد تا مهاجران غیرقانونی را به‌صورت فوری اخراج کنند، برنامه CBP One که برای برنامه‌ریزی عبور از مرز استفاده می‌شد را غیرفعال کرد، سیاست در مکزیک بمان را از سر گرفت، کارتل‌های مواد مخدر را به‌عنوان گروه‌های تروریستی معرفی کرد و دستور ازسرگیری ساخت دیوار مرزی را صادر کرد. نرخ دستگیری‌ها از هدف تعیین‌شدهٔ اداره مهاجرت و گمرک ایالات متحده که روزانه بین ۱۲۰۰ تا ۱۵۰۰ دستگیری بود، کمتر است.
عملیات اخراج ابتدا بر «فهرست‌های هدف» از مجرمان که پیش از دومین دوره ترامپ تهیه شده بودند، متمرکز بود. سپس دولت او درخواست‌کنندگان پناهندگی که شرایط لازم را نداشتند، حذف کرد، وضعیت آزادی مشروط مهاجرانی که از طریق CBP One و برنامه آزادی مشروط بشردوستانه CHNV وارد ایالات متحده شده بودند را لغو کرد، تلاش کرد تا شهروندی از طریق تولد را حذف کند، و برنامه پذیرش پناهندگان را تعلیق کرد. در مارس، او با استفاده از قانون دشمنان بیگانه سال ۱۷۹۸، مهاجران را بدون محاکمه—یکی به دلیل «خطای اداری» و اکثر آن‌ها بدون سابقه کیفری—در مرکز مهار تروریسم در السالوادور زندانی کرد. او فعالان، مهاجران قانونی، گردشگران و دانشجویانی با ویزا که انتقاد از سیاست‌های او یا حمایت از فلسطین را ابراز کرده بودند، هدف قرار داد. در آوریل، دولت او و وزارت کارآمدی دولت حدود ۶٬۳۰۰ مهاجر زنده را در پرونده مرگ تأمین اجتماعی به‌عنوان مرده ثبت کردند—با این امید که آن‌ها «خودشان اخراج شوند».

### سیاست خارجی
سیاست خارجی دوره دوم ریاست‌جمهوری ترامپ به‌گونه‌های مختلفی توصیف شده است: امپریالیستی، گسترش‌طلبانه، انزواگرایانه، و خودبسندگرایانه، که همگی بر پایه ایدئولوژی «اول آمریکا» استوار هستند. روابط او با متحدانش ماهیتی معامله‌گرانه داشت و از بی‌تفاوتی تا خصومت متغیر بود، تا جایی که حتی تهدیدهایی برای الحاق سرزمین‌ها مطرح کرد. او دستور داد دولت ایالات متحده تأمین مالی و همکاری با سازمان بهداشت جهانی را متوقف کند و اعلام کرد که آمریکا قصد دارد به‌طور رسمی از این سازمان خارج شود.
ترامپ و تیم در حال انتقال او، همراه با دولت بایدن، در میانجی‌گری برای برقراری آتش‌بس میان اسرائیل و حماس مشارکت کردند که یک روز پیش از مراسم تحلیف او به اجرا درآمد. با این حال، در مارس ۲۰۲۵، اسرائیل این آتش‌بس را نقض کرد. در ۲۲ ژوئن ۲۰۲۵، ایالات متحده به سایت‌های هسته‌ای ایران حمله کرد و به نفع اسرائیل وارد جنگ ایران و اسرائیل شد.

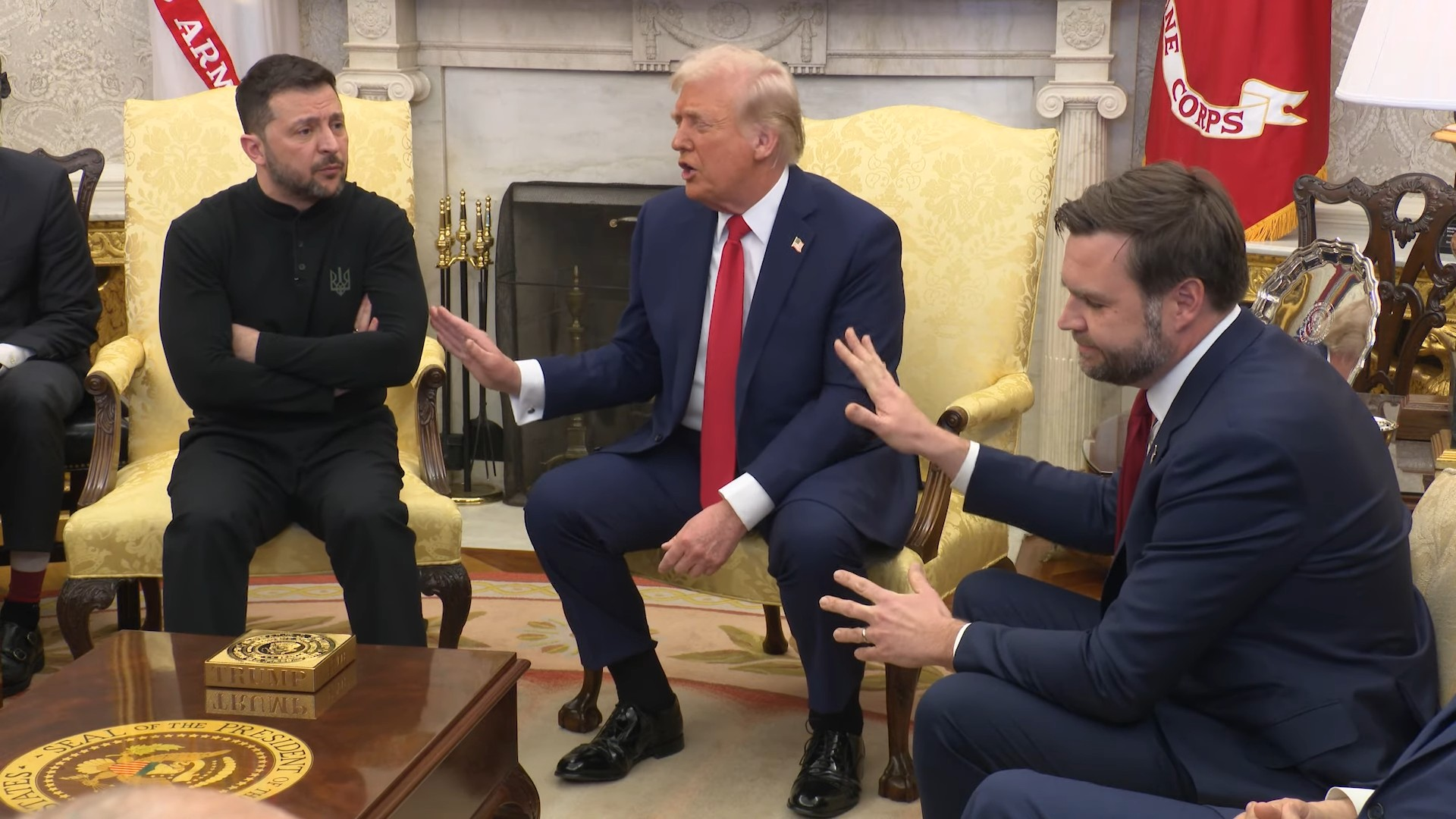
ترامپ و ونس در دیدار با زلنسکی، فوریه ۲۰۲۵‏

در فوریه ۲۰۲۵، ترامپ و معاون رئیس‌جمهور، جِی‌دی ونس، در دفتر بیضی با ولودیمیر زلنسکی، رئیس‌جمهور اوکراین، دیدار کردند. این دیدار که به‌صورت زنده پخش شد، بسیار پرتنش بود و ترامپ و ونس به انتقاد شدید از زلنسکی پرداختند. رسانه‌ها این رویداد را رویارویی بی‌سابقه‌ای میان یک رئیس‌جمهور آمریکا و یک رئیس دولت خارجی توصیف کردند.
سیاست‌های اقتصادی ترامپ حمایت‌گرایانه توصیف شده‌اند. او تعرفه‌هایی را بر اکثر کشورها، از جمله شرکای تجاری بزرگ مانند چین، کانادا و مکزیک، اعمال کرد. همچنین، کمک‌های مالی آمریکا به سازمان تجارت جهانی را متوقف کرد. اقتصاددانان معتقدند که دولت او رابطه بین کسری تجاری و تعرفه‌ها را به‌درستی درک نکرده و از پیش‌فرض‌های نادرستی استفاده کرده است.

### پرسنل
ترامپ در دوره دوم ریاست‌جمهوری، اعضای کابینه خود را از میان افرادی انتخاب کرد که وفاداری شخصی به او داشتند. این انتخاب‌ها نشان‌دهنده «تمرکز بر وفاداری به‌جای تخصص در موضوعات» بود. در فوریه ۲۰۲۵، کاخ سفید اعلام کرد که ایلان ماسک به‌عنوان کارمند ویژه دولتی فعالیت می‌کند. ترامپ به وزارت کارآمدی دولت تحت مدیریت ماسک اجازه دسترسی به بسیاری از نهادهای فدرال را داد. تیم‌های ماسک در ماه نخست دولت جدید، در هجده وزارتخانه و نهاد از جمله در سیستم پرداخت ۵ تریلیون دلاری وزارت خزانه‌داری، اداره کسب‌وکارهای کوچک، دفتر مدیریت پرسنل، و اداره خدمات عمومی فعالیت کردند.

### قضایی
پس از ناکامی‌های حقوقی، ترامپ انتقادهای خود از دستگاه قضایی را تشدید کرد و خواستار استیضاح قضات فدرالی شد که علیه او رأی داده بودند. او تهدیدهایی را مطرح کرد، دستورهای اجرایی امضا نمود و دستور تحقیقات دربارهٔ مخالفان سیاسی، منتقدان و سازمان‌های همسو با حزب دموکرات را صادر کرد. سرپیچی او از احکام دادگاه و ادعای حق نافرمانی از دادگاه‌ها، نگرانی کارشناسان حقوقی را دربارهٔ بروز بحران در قانون اساسی برانگیخت. او به‌طور بی‌سابقه‌ای شرکت‌های حقوقی و وکلایی را که پیش‌تر مواضعی علیه او اتخاذ کرده بودند، مورد حمله قرار داد.

## دیدگاه عمومی

### ارزیابی علمی و برآوردهای مقبولیت عمومی
در رتبه‌بندی ریاست جمهوری مورخان۲۰۲۱ سی-سپن، مورخان ترامپ را در رتبه چهارمین رئیس‌جمهور بد آمریکا قرار دادند. او در دسته مشخصه‌های رهبری پایین درجه را در اقتدار اخلاقی و مهارت‌های اداری گرفت. برآورد ۲۰۲۲ مؤسسه تحقیقاتی کالج سینا او را در رتبه ۴۳ام در بین ۴۵ رئیس‌جمهور قرار داد. او در همه دسته‌ها به جز بخت، علاقه به ریسک پذیری و رهبری حزبی نزدیک به آخر رتبه‌بندی شد و در دسته‌های متعددی در رتبه آخر قرار گرفت. در سال‌های ۲۰۱۸ و ۲۰۲۴, برآوردهای اعضای انجمن علوم سیاسی آمریکا ترامپ را در رتبه بدترین رئیس‌جمهور در تاریخ آمریکا قرار دادند.
ترامپ تنها رئیس‌جمهوری است که در نظرسنجی گالوپ، که از ۱۹۳۸ انجام می‌شود، هیچگاه به درصد مقبولیت ۵۰ درصد نرسیده است. شکاف حزبی در میزان مقبولیت او بی‌سابقه بود: ۸۸ درصد در میان جمهوریخواهان و ۷ درصد در میان دموکرات‌ها. تا سپتامبر ۲۰۲۰، مقبولیت او به طرز نامعمولی پایدار بود، و در اوج خود به ۴۹ درصد و در پایین‌ترین حدش به ۳۵ درصد رسید. ترامپ دوره اش را با میزان مقبولیت بین ۲۹ و ۳۴ درصد به پایان رساند-که پایین‌ترین میزان در میان همه رؤسای جمهور از زمان شروع نظرسنجی‌های مدرن بود- و میانگین آن در سراسر ریاست جمهوری اش میزان بی‌سابقه پایین ۴۱ درصد بود. در نظرسنجی سالانه گالوپ که از آمریکاییان می‌پرسد شخصی را که بیش از همه تحسین می‌کنند را نام ببرند، ترامپ در سال‌های ۲۰۱۷ و ۲۰۱۸ بعد از اوباما دوم بود، در ۲۰۱۹ به همراه اوباما اول، و در سال ۲۰۲۰ اول بود. از زمانی که گالوپ در سال ۱۹۴۸ این نظرسنجی را شروع کرد، ترامپ نخستین رئیس‌جمهور منتخبی است که در سال نخست ریاست جمهوریش تحسین شده‌ترین نبوده است.
یک نظرسنجی گالوپ در ۱۳۴ کشور که مقبولیت رهبری آمریکا بین ۲۰۱۶ و ۲۰۱۷ را مقایسه می‌کند دریافت که مقبولیت کار ترامپ تنها در ۲۹ کشور از اوباما بیشتر بود، که بیشترشان کشورهای غیر دموکراسی بودند؛ مقبولیت رهبری آمریکا در میان همه متحدان و کشورهای گروه هفت سقوط کرد. در مجموع مقبولیت مشابه دو سال پایانی ریاست جمهوری جرج دابلیو بوش بود. تا میانه سال ۲۰۲۰، تنها ۱۶ درصد از پاسخ دهندگان بین‌المللی به نظرسنجی ۱۴ کشوری مرکز تحقیقات پیو نسبت به ترامپ ابراز اعتماد کردند، که پایین‌تر از ولادیمیر پوتین روسیه و شی جین پینگ چین بود.
در گزارش «سی ان ان» از تهران، بسیاری از ایرانیان، حمایت خود را از دونالد ترامپ اعلام کرده‌اند و اظهار داشته‌اند که ترجیح می‌دهند به جای رقیب سیاسی او یعنی کامالا هریس، او را در کاخ سفید ببینند. به گفته روزنامه‌نگار «فریبا پژوه»، بسیاری از ایرانیان، به دلیل تشدید بحران شدید اقتصادی موجود در ایران، در آرزوی یک تغییر اساسی و کلی هستند و دونالد ترامپ را فردی می‌یابند که می‌تواند در نهایت امر، نظام سیاسی جمهوری اسلامی را به پایان برساند.

### اظهارات دروغین یا گمراه کننده

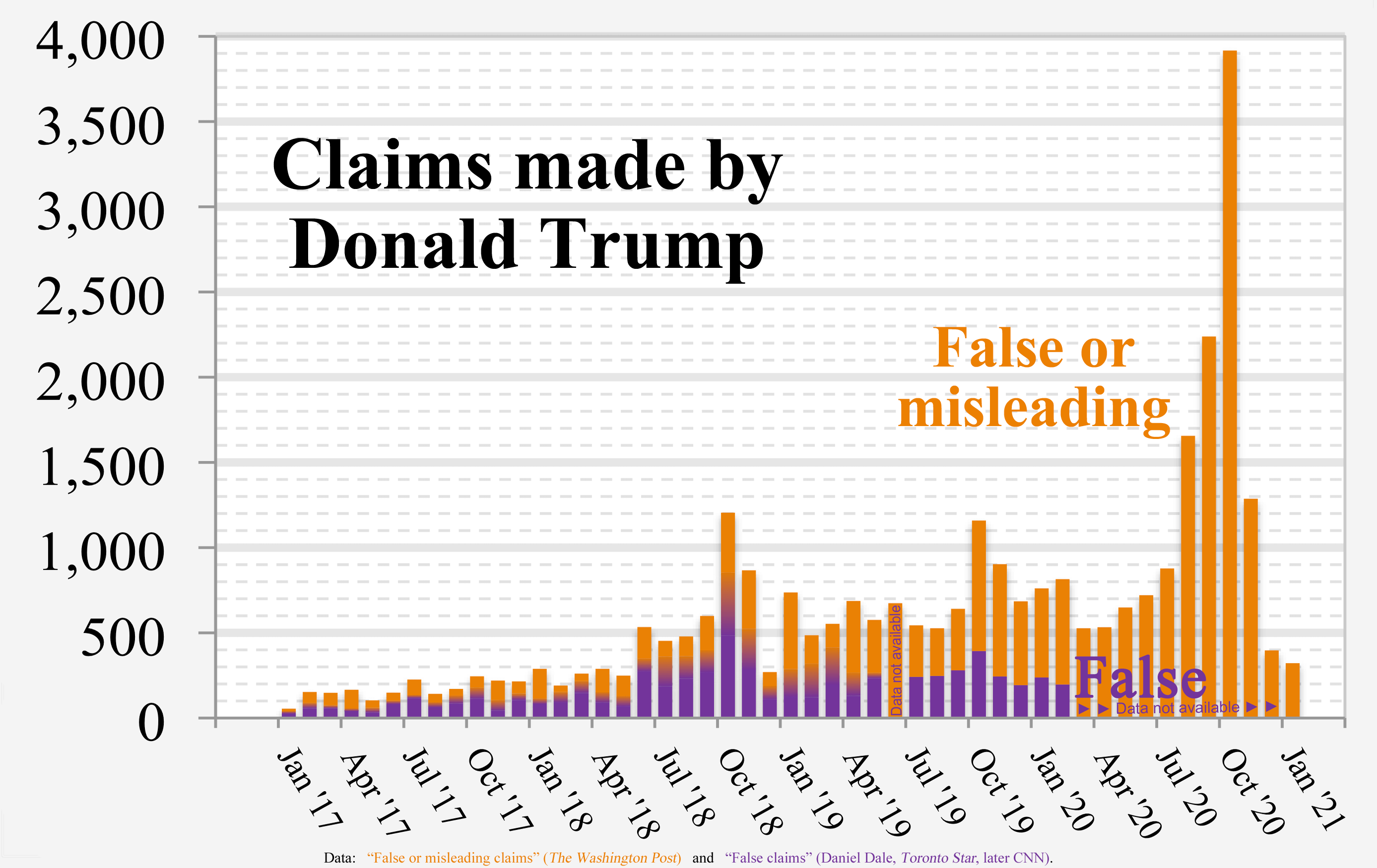
راستی‌آزمایان واشینگت پست, تورنتو استار, و سی ان ان داده‌ها در مورد «ادعاهای دروغین یا گمراه کننده» (پیش زمینه نارنجی), و "ادعاهای دروغین " (پس زمینه بنفش), را جمع‌آوری کرده‌اند.

ترامپ به عنوان یک نامزد ریاست جمهوری، به کرات اظهارات دروغینی در بیانات عمومی خود انجام داده است تا حدی که درسیاست در ایالات متحده آمریکا بی‌سابقه بوده‌اند. دروغ او بخش متمایزی از هویت سیاسی او شدند. راستی‌آزمایان اظهارات دروغین و گمراه کننده ترامپ را مستندنگاری کرده‌اند، از جمله در واشینگتن پست , که ۳۰٬۵۷۳ اظهارات دروغین یا گمراه کننده در دوره چهارساله ترامپ شمارش کرده است. بسامد دروغ‌های ترامپ در طول زمان افزایش پیدا کرده و از حدود شش ادعای دروغ یا گمراه کننده در روز در سال اول ریاست جمهوری او به ۳۹ تا در روز در سال آخر رسید. برخی از دروغ‌های ترامپ مانند ادعاهای مکرر او که "بزرگترین مراسم تحلیف " را داشته. سایر آنها اثرات دامنه دارتری داشته، مثلاً ترویج داروهای اثبات نشده ضد مالاریا از سوی او به عنوان درمانی برای کووید-۱۹، که باعث کمبود این داروها در آمریکا و خرید عصبی آنها در آفریقا و جنوب آسیا شد. دیگر اطلاعات غلط او از جمله نسبت دادن اوج‌گیری جرم و جنایت در انگلستان و ویلز به غلط به «پراکنش تروریسم اسلامی رادیکال» در خدمت مقاصد سیاسی داخلی ترامپ بود. ترامپ از روی عادت بابت دروغ‌هایش عذرخواهی نمی‌کند. تا سال ۲۰۱۸، رسانه‌ها به ندرت مطالب غلط بیان شده از سوی ترامپ، از جمله وقتی او مکرراً اظهارات به وضوح دروغینی را بیان می‌کرد، را دروغ می‌خواندند.
در سال ۲۰۲۰, ترامپ به‌طور قابل توجهی منشأ اطلاعات غلط دربارهٔ رأی دهی پستی و دنیاگیری کووید-۱۹ شد. حملات او به برگه‌های رأی پستی و دیگر فرایندهای انتخاباتی اعتماد عمومی به صحت انتخابات ریاست جمهوری ۲۰۲۰ را تضعیف کرد، در حالی که اطلاعات غلط او دربارهٔ دنیاگیری در پاسخ ملی به آن وقفه انداخت و تضعیفش کرد.

## جوایز و افتخارات

### دوشیزه جهان
در سال ۱۹۹۶ دونالد ترامپ دوشیزه جهان را از آی‌تی‌تی خریداری کرد و دفتر مرکزی آن را از لس آنجلس به نیویورک منتقل کرد. دونالد ترامپ با ان‌بی‌سی قراردادی نوشت و دوشیزه جهان را از ۲۰۰۳ تا ۲۰۱۴ از ان‌بی‌سی پخش کرد؛ ولی پس از کارزار سال ۲۰۱۵ ترامپ علیه مهاجرت غیرقانونی این برنامه محبوبیت خود را نیز از دست داد.
- دکترای افتخاری بازرگانی (Hon. D.B.), ۲۰۱۲، دانشگاه لیبرتی[۶۴۳]
- تالار شهرت دبلیو دبلیو ای (کلاس ۲۰۱۳)
- ستاره در پیاده‌روی مشاهیر هالیوود
- در سال ۲۰۱۵ جایزهٔ آزادی را به خاطر کوشش مثبت در زمینهٔ روابط اسرائیل-آمریکا دریافت کرد.[۱۵۶]
- کلید شهر دورال، فلوریدا، ۲۰۱۵[۶۴۴][۶۴۵]
- «شخص سال» از سوی تایم (۲۰۱۶و۲۰۲۴)